# Bosniaker
Bosniaker (bosniska: Bošnjaci) är en sydslavisk folkgrupp som huvudsakligen bor i Bosnien-Hercegovina och i regionen Sandžak, vilken ingår i både Serbien och Montenegro. Det finns uppskattningsvis 3,5 miljoner bosniaker runtom i världen. Bosniaker brukar karakteriseras av sin anknytning till den historiska regionen Bosnien, av att traditionellt bekänna sig till islam sedan 1400- och 1500-talet samt gemensamhet gällande kultur och språk. Det finns även bosniaker som bor i Turkiet och som idag är en minoritet i landet, det är bosniaker som flyttade till Turkiet i början av 1900-talet. I dag finns det cirka 8–10 miljoner turkbosniaker i Turkiet.
Folkgruppen bosniaker skall ej förväxlas med termen bosnier. Bosnier är ett samlingsbegrepp för personer av bosnisk nationalitet, oavsett etnisk tillhörighet och omfattar även andra folkgrupper som till exempel bosnienkroater och bosnienserber. Därför betecknas bosniaker från områden utanför Bosnien ej som bosnier.

## Översikt
Efter Bosnienkriget har det ej genomförts någon officiell befolkningsundersökning, men enligt uppskattningar utgör bosniaker 48 procent av befolkningen i Bosnien-Hercegovina. Dock är endast 40 procent av landets befolkning troende muslimer. Vid en jugoslavisk opinionsundersökning från 1988 deklarerade sig endast 37,3 procent av Bosniens etniska muslimer som troende. Efter Bosnien och Hercegovinas självständighetsförklaring och det krig som rådde i början och mitten av 1990-talet, ökade antalet religiösa bosniaker i landet, och en annan opinionsundersökning från år 1998 visar att 78,3 procent av dem var troende muslimer.
Även termen bosnier används för att referera till bosniaker, men detta är missvisande eftersom alla invånare i Bosnien-Hercegovina kan kallas bosnier oavsett etnisk tillhörighet. Det finns idag omkring två miljoner bosniaker som lever på Balkan. Till detta kommer en stor diaspora i övriga världen. Större populationer finns exempelvis i Turkiet, Sverige, Tyskland, USA och i Österrike. Både inom regionen (Bosnien och Hercegovina och i Sandžak), samt i resten av världen, är bosniakerna ofta kända för sin unika kultur, som har påverkats av både den västerländska och orientaliska civilisationen och skolbildningar under loppet av sin historia.

## Demografi och etnisk renässans
En storskalig migration under Bosnienkriget på 1990-talet har orsakat stora demografiska skiftningar. 2013 gjordes första folkräkningen efter kriget. Och under sommaren 2016 stod det klart att över hälften av landets befolkning, 51 procent, av Bosnien och Hercegovinas befolkning var Bosniaker (muslimer). Varav i Federationen fanns 73 procent och i Republika Srpska 8 procent. Bosniakerna utgör majoriteten av landets befolkning..

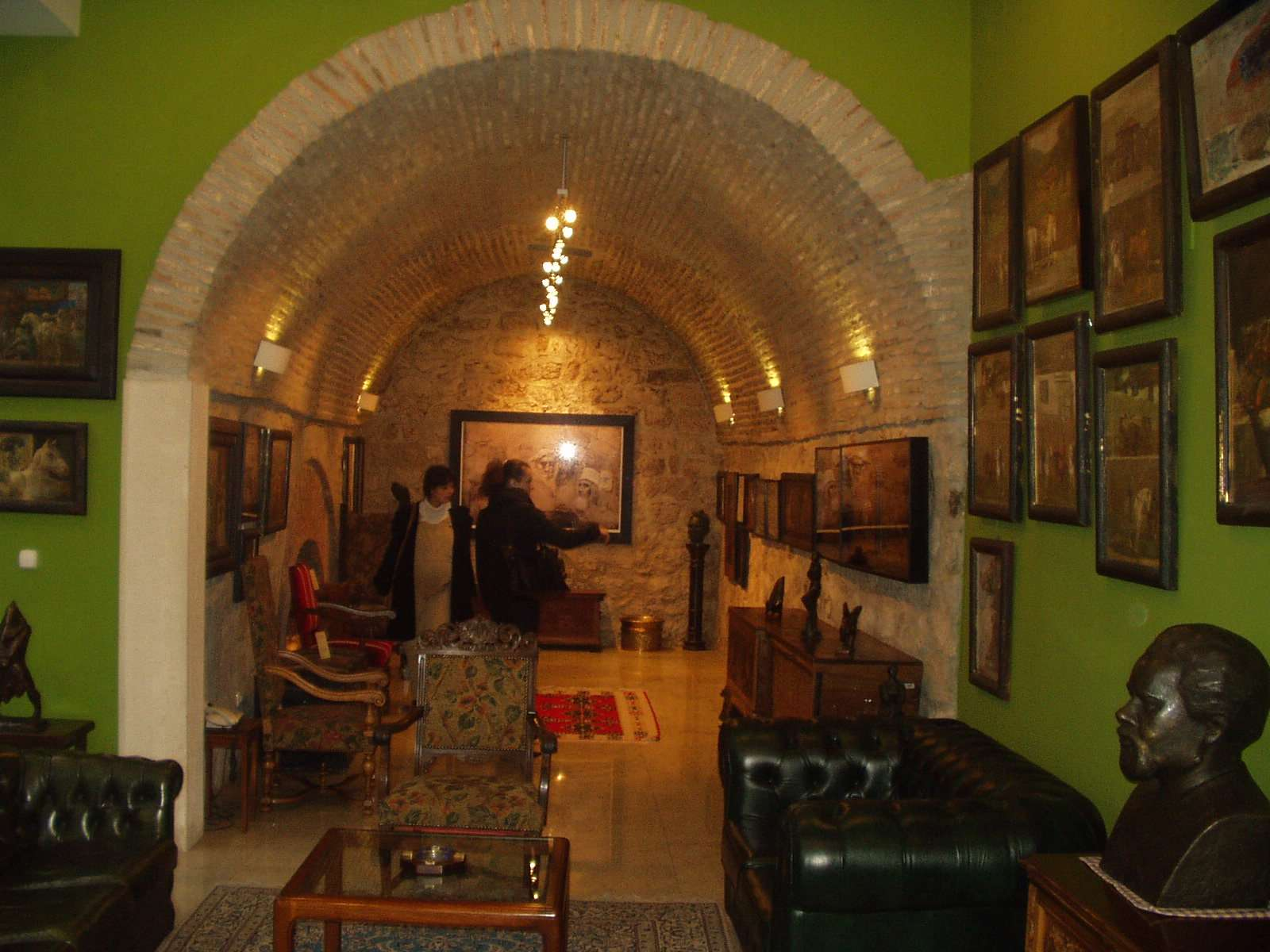
Det bosniakiska institutet i Sarajevo, etablerat av en av de mest framstående bosniakiska intellektuella under 1900-talet, Adil Zulfikarpašić, är en odyssé av stora konstsamlingar som sammanfattar ett brett spektrum av bosniakernas kultur och historia.

Den allmänt accepterade definitionen av bosniakerna är att de är slaviska muslimer som mestadels befolkar områdena som utgjorde det forna Jugoslavien och som i första hand identifierar sig med Bosnien och Hercegovina som sitt etniska moderland. Dock kan individer hålla sina egna personliga tolkningar också. Andra anser att alla slaviska muslimer i det f.d. Jugoslavien (dvs. inklusive Goraner) ska vara bosniaker.
I det serbdominerade Jugoslavien, till skillnad från det föregående österrikisk-ungerska imperiet, erkändes bosniak ej som etnisk benämning. Som en kompromiss hade Jugoslaviens författning år 1968 erkänt bosnienmuslimernas nationella status, dock inte som bosniaker utan som ”etniska muslimer”. Dessförinnan hade den stora majoriteten av Bosniens muslimska befolkning deklarerat sig antingen som ospecificerade etniska muslimer, eller - i mindre utsträckning - ospecificerade etniska jugoslaver. De andra tillgängliga alternativen var muslimska serber eller muslimska kroater. Denna politik ansågs av de flesta bosniaker som försummande och marginalisering av deras identitet, eftersom begreppet i sig ger upphov till en beskrivning av bosniaker som en religiös och inte en etnisk grupp. För att citera den Socialistiska republiken Bosnien och Hercegovinas president Hamdija Pozderac, under en diskussion med Josip Broz Tito år 1971, om de konstitutionella förändringarna med de nyligen erkända etniska muslimerna: ”De tillåter inte bosniskhet men de erbjuder muslimskhet. Vi skall acceptera deras erbjudande, även om namnet är fel, men, med den skall vi starta processen.” När Bosnien förklarade sig självständigt från Jugoslavien år 1992, började de flesta människor som hade benämnt sig som etniska muslimer att åter själv benämna sig som bosniaker. I september år 1993 återinfördes officiellt, under den andra bosniska kongressen (bosniska: Drugi bošnjački Sabor), det historiska namnet bosniaker.
I andra f.d. jugoslaviska länder med en betydande sydslavisk muslimsk befolkning har antagandet av en bosniakisk definition varit mindre konsekvent. Effekterna av detta fenomen kan bäst ses i Montenegros folkräkning från år 2003, där 48 184 registrerades som bosniaker och 28 714 som etniska muslimer. Även om Montenegros slaviska muslimer utgör en etnisk gemenskap med en gemensam kultur och historia, är samfundet mer eller mindre uppdelat mellan folk som anser sig vara bosniaker (dvs. de som godkänner en etnisk bosniakisk identitet) och de som enbart anser sig vara etniska muslimer. På samma sätt har en hel del slaviska muslimer en annan etnisk identitet, förutom den bosniakiska. I Kroatiens folkräkning från år 2011 förklarade sig 9 647 muslimer som etniska kroater. Även i Bosnien och Hercegovina existerar en etnisk uppdelning bland landets muslimska befolkning, där många endast godkänner den bosniska identiteten i en etnisk bemärkning (en situation som är någorlunda jämförbart med det jugoslaviska alternativet under den socialistiska perioden). Men sådana människor omfattar en minoritet (även i länder som Montenegro, där det är en viktig fråga), medan det stora flertalet slaviska muslimer i det forna Jugoslavien har deklarerat sig själva som etniska bosniaker.
Enligt folkräkningen från 2013 var 50,11 procent bosniaker, 30 procent serber, 15,0 procent kroater och 0,6 procent övriga. Federationen BiH befolkas av cirka 73 procent bosniaker, 23 procent kroater och cirka 4 procent serber, den andra entiteten Republika Srpska befolkas av 88  procent serber, 8 procent bosniaker och 2 procent kroater och Brčko-distriktet av 40 procent serber, 39 procent bosniaker och 20 procent kroater.
| Republik                | 1971              | 1981              | 1991              |
| ----------------------- | ----------------- | ----------------- | ----------------- |
| Bosnien och Hercegovina | 1 482 430 (39,6%) | 1 630 033 (39,5%) | 1 902 956 (43,5%) |
| Montenegro              | 70 236 (13,3%)    | 78 080 (13,4%)    | 89 614 (14,6%)    |
| Kroatien                | 18 457 (0,4%)     | 23 740 (0,5%)     | 43 469 (0,9%)     |
| Nordmakedonien          | 1 248 (0,1%)      | 39 512 (2,1%)     | 35 256 (1,7%)     |
| Slovenien               | 3 197 (0,2%)      | 13 425 (0,7%)     | 26 867 (1,4%)     |
| Serbien                 | 154 364 (1,8%)    | 215 166 (2,3%)    | 246 411 (2,5%)    |
| Jugoslavien             | 1 729 932 (8,4%)  | 1 999 957 (8,9%)  | 2 344 573 (10,0%) |

## Etymologi och definition
Enligt uppslagsordet "Bosniac" i Oxford English Dictionary, är den första bevarade användningen av benämningen "bosniaker" på engelska av den brittiske diplomaten och historikern Paul Rycaut år 1680, och då som Bosnack, besläktat med efterklassisk latinska Bosniacus (1682 eller tidigare), franska Bosniaque (1695 eller tidigare) och tyska Bosniak (1737 eller tidigare). Den moderna stavningen finns i 1836 års Penny Cyclopaedia V. 231/1: The inhabitants of Bosnia are composed of Bosniaks, a race of Sclavonian origin. (Invånarna i Bosnien består av bosniaker, en ras av slaviskt ursprung). I de slaviska språken är -ak ett vanligt suffix som läggs till ord för att skapa ett maskulint substantiv, som exempelvis i etnonymen polack (Polak) och slovak (Slovák).
Beteckningen bosniaker härleds ur namnet för den region de främst bebor, till skillnad från dess grannfolk serberna och kroaterna, vars etymologiska ursprung härleds från den period innan de slog sig ned på Balkan, vilket gör bosniakerna unika i detta hänseende. Första gången de omnämns är under 1100-talet och då som bošnjani (latin: Bosniensis). Det är inte säkerställt i vilken grad den turkiska influensen i Bosnien påverkat beteckningen. Suffixet -(n)in hade ersatts av -ak för att skapa den nuvarande formen Bošnjak, först intygad i en diplomati av den bosniska kungen Tvrtko II som år 1440 skickade en delegation för "de beslutade fästmännen" (Apparatu virisque insignis) till den polske kungen av Ungern, Władysław Warneńczyk (1440-1444), hävdande en gemensam slavisk härkomst och ett gemensamt språk mellan bosniaken och polacken.
Ur bosniakernas synvinkel är bosanstvo (bosniskhet) och bošnjaštvo (bosniakhet) nära och ömsesidigt förbundna, eftersom bosniaker sammankopplar sin identitet med moderlandet, Bosnien och Hercegovina. Som sådan, är bosniak en etymologisk likställning med dess icke-etniska motsvarighet bosnisk (som inträdde i det engelska språket ungefär samtidigt som det medelfranska Bosnien): dvs, inhemsk i Bosnien. Enligt Nordisk Familjebok från år 1878 definieras bosniaker såsom ”De slaviske invånare i Bosnien.” Här förklaras också att "Störste delen af befolkningen [i Bosnien] utgöres af bosniaker, hvilka äro antingen muslimer eller grekiska katoliker".
Under det ottomanska styret kom ordet bosniak att hänvisas till alla invånare i Bosnien; turkiska termer som "Boşnak milleti", "Boşnak kavmi" och "Boşnak taifesi" (ungefär "det bosniakiska folket"), användes i riket för att beskriva bosniaker i en etnisk bemärkelse, och som 1600-talets ottomanska resenär och författare Evliya Çelebi rapporterar i sin upplaga Seyahatname skall Bosnien ha bebotts enbart av just bosniaker. Verket är en enastående källa till vår kunskap om vardagslivet i det osmanska riket på 1600-talet.
Namnet Bosniens ursprung är oklart men härstammar med stor sannolikhet från Bosna, vilket är en flod i området, som omnämns för första gången år 8 av den romerske historikern Marcus Velleius Paterculus, och då under namnet Bathinus flumen, och som senare under romerskt styre skulle bli mer känd som Bossina. Ursprunget till flodens namn i sin tur är emellertid okänt. En teori som föreslogs av filologen Anton Mayer i sitt verk Die Sprache der alten Illyrier är att namnet skulle härledas från illyriskans "báss-an-as" som därmed skulle vara en avledning av den proto-indoeuropeiska roten "bos" eller bógh som betyder rinnande vatten. En annan teori är att namnet stammar från latinets bosina som betyder gräns.

## Historia
Se även Bosnien och Hercegovinas historia

### Förhållandet till grannländernas nationalism
Som en smältgrund för konfrontationer mellan olika religioner, nationella mytologier och problematiken kring statsdefinitionen, har mycket av historieskrivningen i Bosnien och Hercegovina sedan 1800-talet varit föremål för konkurrerande serbiska och kroatiska nationalistiska anspråk, samt en del av bredare serbiska och kroatiska hegemoniska ambitioner i Bosnien och Hercegovina, som sammanvävdes i den komplicerade karaktären av kriget i Bosnien på 1990-talet. Som Andras Riedlmayers noggranna forskning för Haagtribunalen demonstrerar: Det som hände i Bosnien var inte bara ett folkmord, utan en avsiktlig förstörelse av de väsentliga grundvalarna för en viss gemenskap eller grupp av människor inom ett samhälle [...] Det som hände i Bosnien beskrivs också som ett psykiskt folkmord, mord på ett progressivt, komplext, och upplyst samhälle, i syfte att ett regressivt, enkelt, och trångsynt samhälle skulle kunna ersätta det.

### Ursprung och genetik
Även om bosniakerna beskrivs som "slaver" och talar ett slaviskt språk härrör dess genetiska rötter i själva verket från en rad olika genetiska bakgrunder, vilket bekräftar komplexiteten i den etnogenetiska processen i Östeuropa.
Många funktioner i bosniakernas kulturella och språkliga ursprung kan spåras tillbaka till folkvandringstiden i början av medeltiden. Det var då som de tidiga slaverna, ett folk från nordöstra Europa, koloniserade det Östromerska riket med sina avariska allierade, och som i sin tur assimilerade den lokala ursprungsbefolkningen i de områden som kom att utgöra de första slaviska furstendömen på västra Balkanhalvön - främst de då romansktalande illyrerna, men även den keltiska befolkningen som hade blandats med dessa sedan det fjärde århundradet f.Kr. (se skordisker), och i mindre utsträckning också de germanska ostrogoterna som befolkade området på 400-talet. Den amerikanske historikern som bl.a. har specialiserat sig på klassisk arkeologi och det bysantinska riket, Timothy E. Gregory, skriver:
| ”                                                                       | "Det är nu generellt enigt att de människor som bodde på Balkan efter "de slaviska invasionerna" var antagligen till största delen desamma som de som bott där tidigare, även om skapandet av nya politiska grupper och ankomsten av invandrare, som var få till antalet, orsakade att folk såg sig själva som skilda från sina grannar, inklusive bysantinerna." | „ |
| – T. E. Gregory, A History of Byzantium. Wiley- Blackwell, 2010. s. 169 | |   |

När det gäller en senare tid är det med stor sannolikhet och på intet sätt omöjligt att en liten del av bosniakernas ursprung kan härledas tillbaka till andra islamiserade och närbesläktade folkslag, bl.a. ragusinerna och kroaterna (främst befolkningen i det som kom att bli det Turkiska Kroatien i de nordvästra delarna av dagens Bosnien), samt serberna (i sydöstra Hercegovina och Montenegro), men också till andra icke-sydslaviska folk, som under det ottomanska styret konverterade till islam och på så vis assimilerades i en gemensam bosniakisk enhet; som exempelvis slaviserade bosniska valaker, ungrare, albaner och tyska saxare.
Som en avlägsen och bergig region, verkar Bosnien ha befolkats med färre slaver än övriga nordvästra Balkan, och har kanske tjänat som en tillflyktsort för resten av de inhemska illyrerna. De stammar som anses ha gått under en "serbisk" och "kroatisk" stamtillhörighet beskrivs som en konsekvens av den andra, senare, slaviska folkvandringen under det andra kvartalet av 600-talet och som inte verkar ha varit särskilt procentuellt överlägsna i förhållande till andra oidentifierade slaviska stammar som hade befolkat området tidigare. Dessa tidiga "serbiska" och "kroatiska" stammar, vars exakta identitet är föremål för vetenskaplig debatt, kom emellertid att dominera över slaverna i grannregionerna. Bosnien verkar dock ha varit ett område utanför den serbiska och kroatiska sfären som inte nämns som en av de regioner som befolkats av dessa stammar. Med tiden skulle Bosnien ha kommit att bilda en självständig enhet, under en härskare, Ban Kulin, som i sin stadga till Republiken Dubrovnik från år 1189, identifierar sig med en bosnisk stamtillhörighet. 
Den svenske historikern och professorn i historia vid Lunds universitet, Dick Harrison beskriver situationen i Bosnien under denna tidsepok som följande:
| ”                                                                                    | "Under medeltiden var Bosnien, liksom idag, ett gränsland mellan två kulturella zoner, den katolska och den ortodoxa kristenheten. Landets bergiga natur gjorde det dessutom svårt att ena landet, vilket främjade splittringen. Ungern, Kroatien och Serbien erövrade tidvis stora delar av Bosnien, men ingetdera riket kunde vidmakthålla annat än svag kontroll över sina respektive områden." | „ |
| – Dick Harrison, Svenska Dagbladet, Kunglig historia: Kungariket Bosnien?, 24.5.2010 | |   |

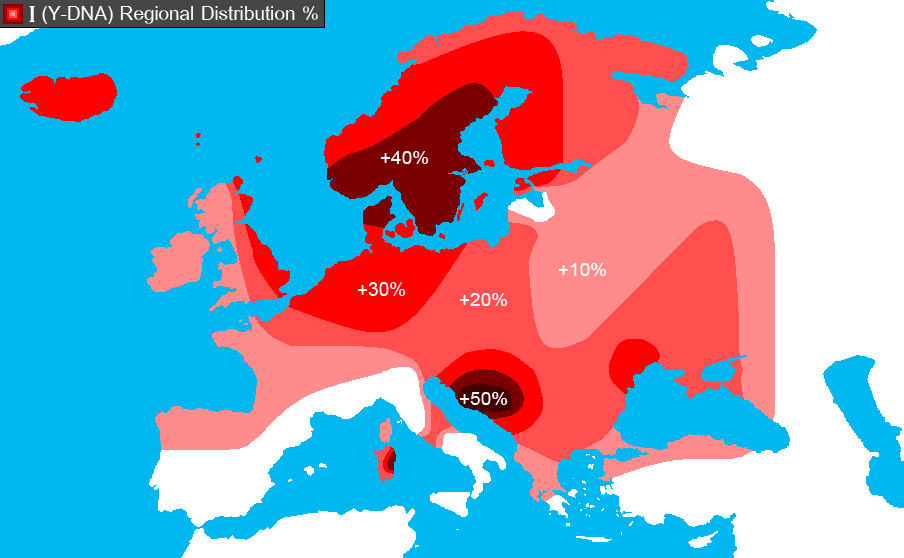
Geografisk utbredning av den europeiska Y-DNA haplogruppen I - dominant på västra Balkan, Sardinien, norra Tyskland, Storbritannien och Skandinavien (bland bosniakerna 48,3% - varav 43,50% är tillhörande den västbalkanska subkladen I2a1-P37.2 och 4,70% till den nordiska (proto-germanska) subkladen I1-M253).

På 1300-talet etablerades ett bosniskt kungarike centrerat kring floden Bosna. Dess folk, när de inte använde ett lokalt namn, gick under en bosnisk etnisk identifikation - Bošnjani. Det var dock inte förrän den osmanska ockupationen av Balkan som dagens bosniaker blev skilda från omgivande slaver, då islams självidentifierande roll för bosniakerna var liknande den som skildrades av katolicismen för kroaterna och ortodoxin för serberna. Socialantropologen Tone Bringa drar slutsatsen att "Varken den bosniakiska, kroatiska eller serbiska identiteten kan förstås med referenser till islam eller kristendomen, utan måste beaktas i en viss gemensam bosnisk kontext, som har resulterat i en gemensam historia och geografisk etablering bland bosnier av såväl av islamiska som av kristna bakgrunder."
Genetik
Som med alla moderna europeiska nationer spåras en hög grad av "biologisk kontinuitet" mellan bosniaker och dess gamla föregångare, som i allra högsta grad vittnar om bosniakernas övervägande paleolitiska europeiska härkomst. Genetisk forskning i samband med fylogenetiska studier visar att de tidigaste (genetiska) rötterna hos bosniakerna kan spåras tillbaka till de Dinariska alpernas ursprungsbefolkning som expanderat från Balkan efter den senaste istiden, för runt 21 000 år sedan.
Dessa studier har visat att den bland bosniakerna och i bosnierna i allmänhet mest dominerande Y-DNA haplogruppen I, och särskilt dess subklad I2a1 (I-P37), är förknippad med de paleolitiska bosättarna i området. Den högsta frekvensen och mångfalden av Subklad I2a1 bland befolkningen på västra Balkan ger stöd till hypotesen att den adriatiska regionen fungerade som tillflyktsort för befolkningar som bar haplogrupp I2 under den senaste istiden. Subklad-skillnaden tycks ha uppstått för ett- till femtusen åren sedan.
Även bosniakernas mitokondriella genpooler har visats bevara särdrag som antyder en gemensam förfader för dessa och andra europeiska befolkningar.

### Medeltiden

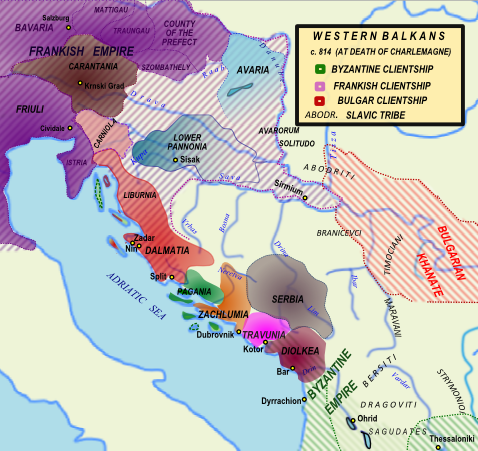
Placering av dalmatiska Sklavinien, enligt den kroatiska historikern Nada Klaić, återgett i verket The Early Mediaeval Archaeology of Croatia, AD 600-900, av Huw Evans.

Perioden mellan 600- och 900-talen bevittnade både externa migrationer och räder av slaver och avarer, samt en intern politisk och kulturell omorganisation av den tidigare romerska provinsen Dalmatien. Större delen av territoriet kring floden Bosna var terra incognita runt denna period och förmodligen bebodd av odifferentierade slaviska och slaviserade folk. Det är inte tidigare än 800-talet som frankiska och bysantinska källor börjar nämna de tidiga slaviska statsbildningarna i västra Illyricum. I detta avseende är den tidigaste allmänt erkända hänvisningen till landet Bosnien från 900-talet, och finns i det administrationsbeskrivande verket De administrando imperio av den bysantinske kejsaren Konstantin VII Porfyrogennetos. Bosnien omnämns då under titeln som Horion Bosona (χοριον Βοσωνα). Under denna tid kom delar av östra Bosnien införlivas i Časlav Klonimirovićs kortvariga serbiska rike, och delar i väst av Krešimir II av Kroatien. År 997 tar bulgarerna under Tsar Samuil över delar av landet, innan han kort därefter besegras av den bysantinske kejsaren Basileios II år 1018. Efter många styresbyten över området mellan medeltida serbiska, kroatiska, bulgariska och bysantinska härskare, blev Bosnien de facto självständigt, och gick under namnet "Banaten Bosnien" som uppstod på 1100-talet, även om nominellt som ett ungerskt lydrike.
Enligt den amerikanska professorn i historia John V.A. Fine, vid University of Michigan, som är en framstående auktoritet på området, har bosnierna varit ett enskilt folk, åtminstone sedan 900-talet. Trots de många serbiska och kroatiska nationalistiska anspråken, har Bosnien och Hercegovina historiskt sett utgjort en historisk enhet, med egen identitet och egen historia. Även med Bosniens interagerande med sina serbiska och kroatiska grannar under århundradena, har bosnierna historiskt alltid varit ett enskilt folk med egen historia och kultur. Johannes Kinnamos, en 1100-tals bysantinsk historiker, rapporterar i sitt verk Epitome att Bosnien inte var underordnad under denna tidsepok, snarare att bosnierna hade sin egen distinkta livsstil och regering:
| ” | När han [Manuel I Komnenos] kom nära floden Sava, svängde han mot en annan flod, vid namn Drina [Δρυναν], som mynnar någonstans ovanifrån och skiljer Bosnien från Serbien [Βοσοναν τησ αλλησ Σερβικησ διαιρει]. Bosnien domineras inte av serbernas hertigdöme [εστι δε η Βοσονα ου τω Σερβιων αρχ ιζου πανω καιαυτ η εικουσα], utan, dess folk styr sig själva och har sitt eget sätt att leva [αλλ’ εθνοσ ιδια παρα ταυτη και ξων και αρξομενον]. | „ |
| – Johannes Kinnamos - Epitome (Ioanis Cinnami epitome rerum ab Ioanne et Alexio Comnenis gestarum), 1150 | |   |

### Självständighet, Bosniska kyrkan och kungarike
Se även: Bosniska kyrkan, Kungariket Bosnien

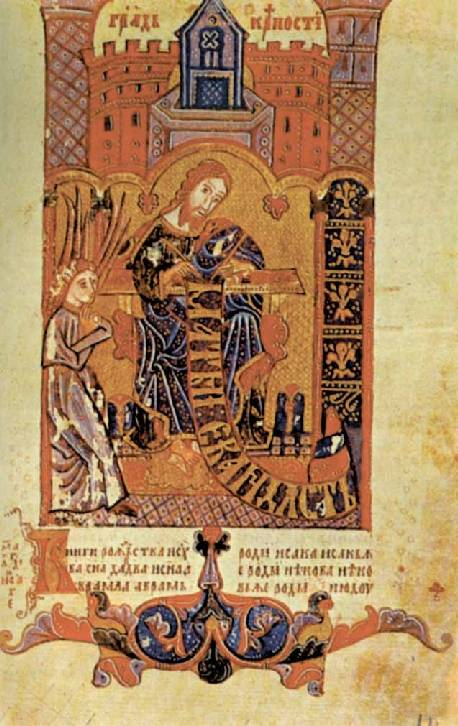
Hvalmanuskriptet är bland de mest kända medeltida manuskripten skrivna med bosančica, och som redovisar den Bosniska kyrkans teologiska doktrin. Den förvaras sedan 1400-talet i Universitetet i Bologna.

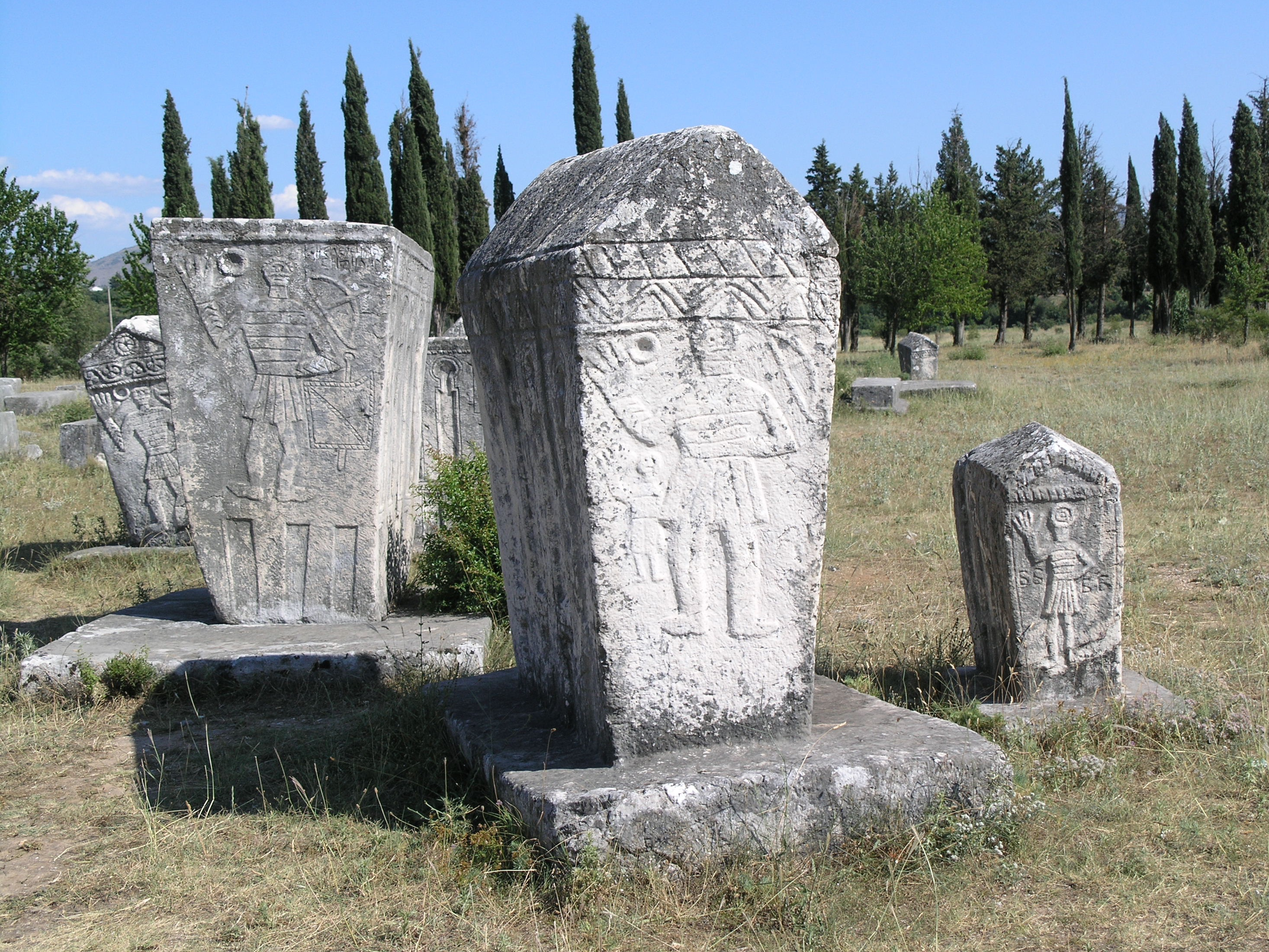
Medeltida monumentala gravstenar (Stećci) som ligger utspridda över hela Bosnien och Hercegovina är historiskt förknippade med den bosniska kyrkan.

Efter att på 1100-talet erkänt Bélas II av Ungern överhöghet uppstod ett bosniskt lydrike, under regenten Ban Borić (1154-1163), som ursprungligen omfattade norra delar av Bosnien och området kring floden Bosna. Efter Ban Borić tog Kulin Ban över styret av Bosnien år 1180. Efter en tid, omkring år 1251-1314, då Bosniens beroende av Ungern ökade, övertog den mäktiga Kotromanić-dynastin makten i Bosnien. År 1377 kröntes Tvrtko I Kotromanić till kung över Bosnien och Bosnien utvecklades från en banat till ett kungarike. Han införlivade delar av Kroatien, hela Dalmatien och delar av Serbien i sitt bosniska rike, vilket ledde till att han även antog den serbiska härskartiteln, för att visa på sin makt över serberna. Men även med framväxten av ett rike, existerade inget konkret bosniskt identitet; religiösa skillnader och det bergiga terrängen förhindrade en kulturell och politisk enhet. Som den brittiske historikern Noel Malcolm konstaterade: "Allt som man förnuftigt kan säga om den etniska identiteten av bosnierna är detta: de var slaver som bodde i Bosnien."

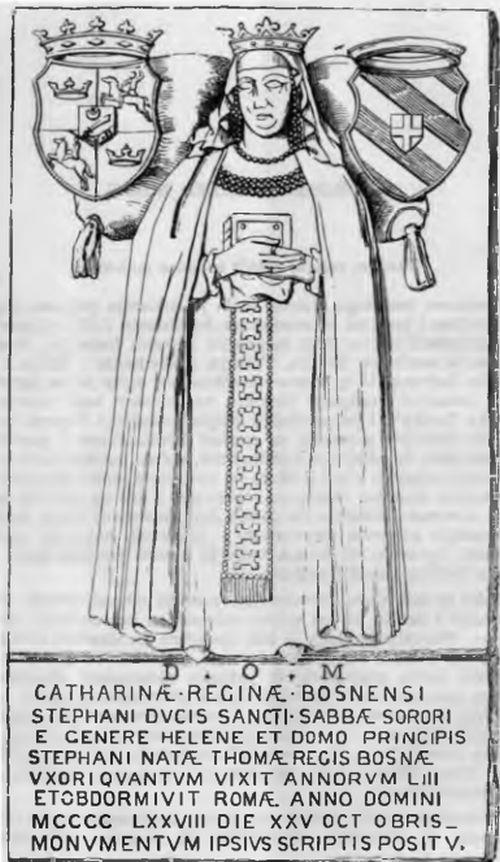
Drottning, Katarina av Bosnien, flydde den ottomanska invasionen, medan hennes barn, prins Sigismund av Bosnien och prinsessan Katarina, konverterades till islam. Till hennes dotter Katarina (senare Tarihi-Hanuma) restes i Skopje monumentet Kral Kizi efter hennes död, medan Sigismund, eller senare Ishak-beg Kraljević gjordes till Sanjak-bey av Bolu av Mehmed Erövraren.

De nutida bosniakerna är mestadels ättlingar till det medeltida bošnjanifolket som huvudsakligen var anhängare av den Bosniska kyrkan, vilken kan ha varit av bogomilsk eller av någon annan heretisk karaktär. Dessa slutsatser bygger dock uteslutande på källor från dess meningsmotståndare. Man tror att dess utövare bevarade skrifter och muntliga traditioner från de första århundradena e.Kr. som bekämpades av katolska kyrkan. De ses som en viktig influens och möjlig källa till de läror som spreds bland katarer och manikéer. Vår kunskap om den Bosniska kyrkan är främst beroende av de katolska motståndarnas, främst inkvisitorernas, skildringar. Det vi egentligen kan lära av den bosniska kyrkan, är den teologiska skildringen som återges i de verk som skrevs av självaste kyrkans anhängare, så som hvalmanuskriptet, Radoslavs och Kopitars bosniska evangelium, gästen Radins testament, samt det venetianska apokalypset. De flesta forskare är överens om att anhängarna av kyrkan kallade sig själva med ett antal namn; Dobri Bošnjani eller Bošnjani ("goda bosnianer" eller helt enkelt "bosnianer"), krstjani (kristna), dobri mužje (goda män), dobri ljudi (goda människor) och Boni homines (i likhet med en dualistisk grupp i Italien). Katolska källor hänvisar till dem som patarini (patarenes), medan serberna kallade dem Babuni (efter berget Babuna i Serbien). Ottomanerna kallade dem för kristianlar medan ortodoxa och katolikerna kallades gebir eller kafir, som betyder "otroende". Den bosniska kyrkans trosuppfattning är fortfarande ett oavslutat forskningsområde och en del forskare håller före att den låg närmare den romersk-katolska kyrkan eller ortodoxa kyrkan, snarare än någon kättersk rörelse. Klart står emellertid att såväl den katolska som den serbisk-ortodoxa kyrkan betraktade den bosniska kyrkan som kättersk. Detta föranledde den katolska kyrkan under påven Innocentius III att sanktionera mot den Bosniska kyrkan vilket emellertid gav upphov till Ungerns ambitioner att genomföra ett korståg mot de kätterska bosnierna under slutet på 1100- och början på 1200-talet. Ungerska ansträngningar över att få lojalitet och samarbetsvilja av bosnierna, genom ett försök att etablera den religiösa jurisdiktionen över Bosnien misslyckades, vilket kom att ännu mer uppmuntra ungrarna att övertala påven att förklara ett korståg mot Bosnien, vilket slutligen skedde mellan åren 1235 och 1241. På begäran av ungrarna underordnades Bosnien av en ungersk ärkebiskop av påven, men som kom att avvisas, och den utsedda ungerska biskopen drevs ut ur Bosnien.
Under 1340-talet, lanserades franciskanorden mot det påstådda "kätteriet" i Bosnien, men innan detta hade det inte funnits några katoliker i Bosnien - eller åtminstone någon katolsk teologisk organisation eller katolska präster. År 1347, var Stefan II av Bosnien den första bosniska härskaren att acceptera katolicismen, som från och med då kom att bli - åtminstone nominellt - den religion alla Bosniens medeltida härskare kom att bekänna sig till, med undantag för möjligen Stefan Ostoja av Bosnien (1398-1404, 1409-18) som fortsatte att upprätthålla nära förbindelser med den "kätterska" bosniska kyrkan.

### Osmanska riket och Österrike-Ungern
Under Osmanska rikets styre konverterade nästan alla medlemmar av den bosniska kyrkan till islam. Så gjorde även en del bosniska katoliker, eftersom dessa blev hårt ansatta av osmanerna. Under den senare delen av det osmanska styret förekom även att katoliker konverterade till ortodoxin, vilken osmanerna föredrog framför den katolska kyrkan.

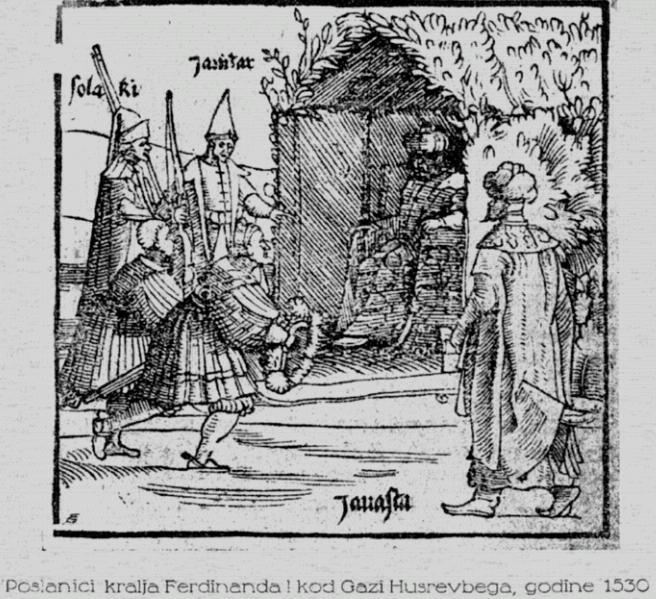
Den habsburgska delegationen, Joseph Freiherr von Lamberg och Nikola Jurišić, framför den bosniakiska sanjak-beyen Gazi Husrev-bey - en effektiv militär strateg och den största givaren till byggandet av Sarajevo. Av, Benedikt Kuripečič, 1530.

Konvertering till islam förekom i viss mån under hela den osmanska tiden i området, men var överlägset vanligast de första trettio åren. Redan, strax efter Mehmet II:s erövring av Bosnien, registrerades en mängd konverteringar till islam av den lokala befolkningen, som i staden Jajce, där upp till 30.000 bosniska familjer konverterade till islam, på en dag. Konverteringsprocessen påskyndades genom framväxten av muslimska bosättningar som var centrerade kring de islamiska kulturella institutionerna som moskéer och dervischkloster. 

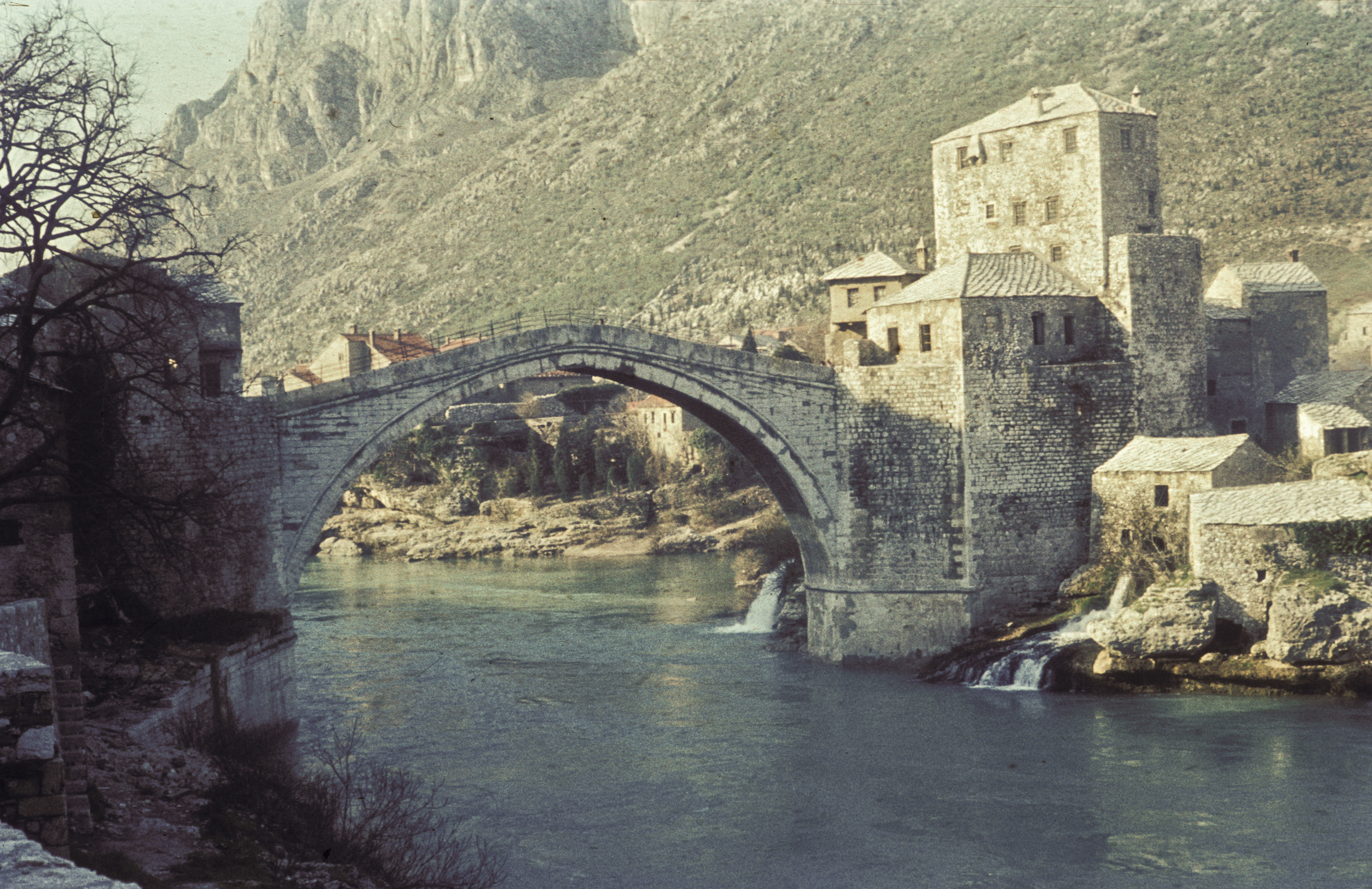
Stari mostbron var en 1500-tals osmansk bro i staden Mostar. Bron stod i 427 år, tills den förstördes den 9 november 1993 av bosnienkroatiska styrkor under den Kroat-bosniakiska konflikten. Bron anses vara en av de mest exemplariska verk av islamisk arkitektur på Balkan och byggdes av Mimar Hayruddin, en elev och lärling till den berömda arkitekten Mimar Sinan. Till följd av detta kan den gamla bron räknas till ett av de största arkitektoniska verken av sin tid.

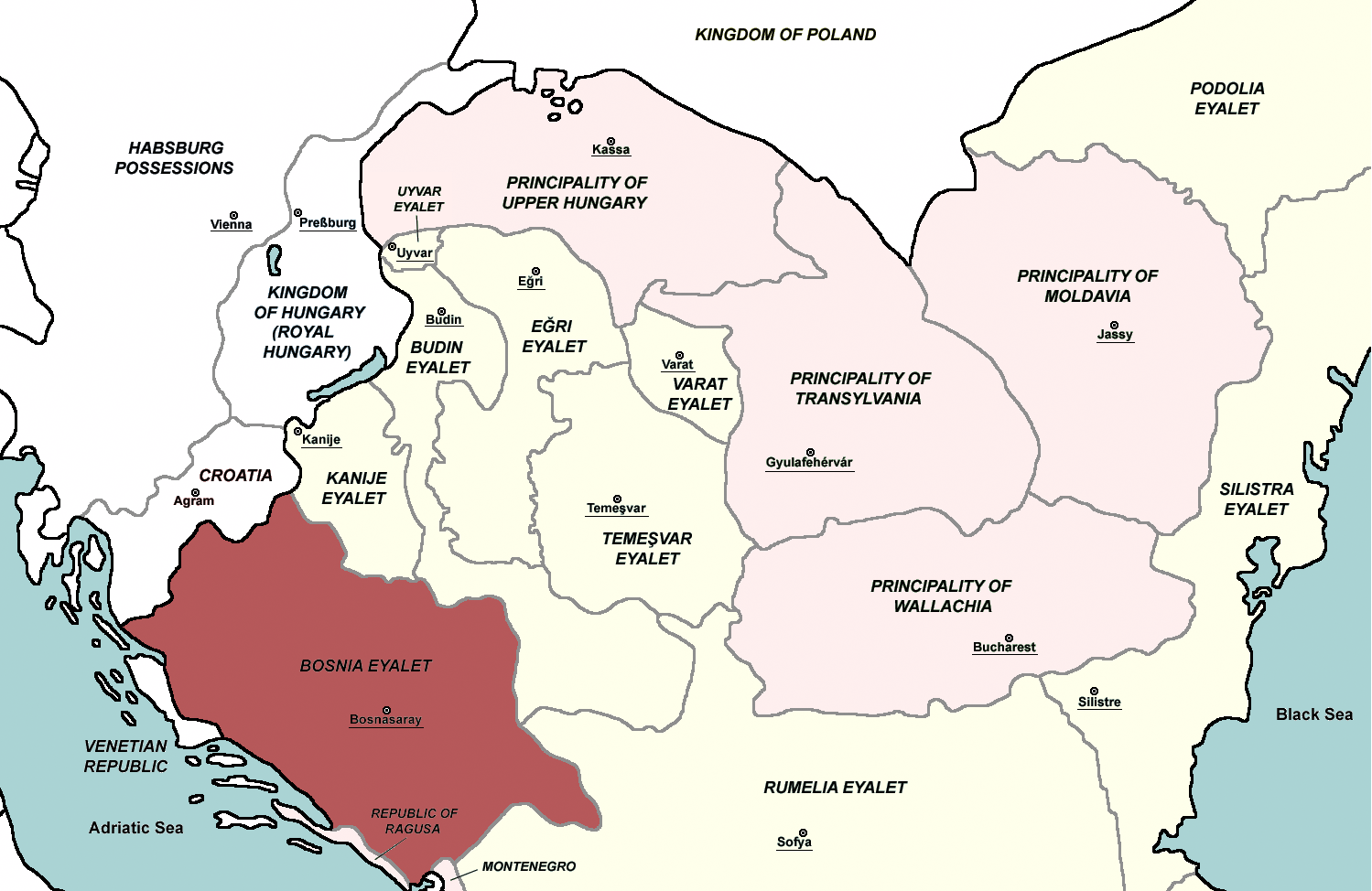
Den osmanska provinsen Bosnien på 1600-talet. Till skillnad från alla andra europeiska regioner som kom i osmanskt kontroll skulle Bosnien behålla sin status som en separat enhet som eyalet - gränserna som till stor del bygger på den föregående bosniska kungariket under medeltiden.

Anledningen till att bosniakerna konverterade är omtvistad, och inga konkreta, heltäckande svar har kunnat nås. En teori är att den religiösa splittring som länge rått i Bosnien på grund av rivalitet mellan den bosniska, den katolska och den ortodoxa kyrkan, vilka samexisterat i Bosnien under lång tid av motsättningar dem emellan, skulle ha försvagat de religiösa strukturerna i landet och gjort invånarna mer villiga att anta den tro de osmanska erövrarna förde med sig.
Peter Masarechi, en 1600-tals albansk apostolisk besökare (påvlig representant) av den romersk-katolska kyrkan i Bosnien, såg fyra grundläggande skäl som skulle kunna förklara den intensiva islamiseringen i Bosnien: bosniernas "kätterska bakgrund" hade lämnat dem konfessionellt svaga och med det kunnat bidra till en överförande trohet till islam, exempelvis med många bosnier som uppnått höga ämbeten genom devşirme, och som mäktiga män var de i stånd att uppmuntra sina släktingar och bekanta att konvertera - en önskan att fly från bördorna av skatter och andra tjänster som togs ut på icke-muslimska medborgare, och slutligen, en lika stark önskan att undkomma missionerande import av franciskanska munkar bland den ortodoxa befolkningen. År 1870, var de bosniska muslimerna den största befolkningen i Bosnien (694.000), vilket är något mindre än 50 procent av den totala.
Under den ottomanska perioden, behandlades de kristna som "dhimmis" av de ottomanska myndigheterna men var i övrigt omfattade av samma restriktioner som muslimska individer. Dhimmis behövde inte gå med i armén, men de betalade en särskild skatt som kallas jizya (glavarina i Bosnien). Många barn till kristna föräldrar skildes från sina familjer och uppfostras som janitsjarer för krigaryrket och islam. Denna praxis var känd som devşirmesystemet. På grund av deras utbildning i bl.a. konst, vetenskap, matematik, poesi, litteratur och många av de språk som talades i Ottomanska riket, (till exempel arabiska, bosniska, serbiska, grekiska och turkiska), kunde janitsjarerna enkelt arbeta sig upp till passande guvernörer eller till och med som storvesirer. Det ottomanska styret såg också många arkitektoniska investeringar i Bosnien och skapandet och utvecklingen av många nya städer inklusive Sarajevo och Mostar. Några av dessa guvernörer, generaler och storvesirer var av bosniskt ursprung; Isa-Beg Isaković, med en betydande militär och politisk karriär inom det Osmanska riket, men mest känd som stadsgrundaren av Sarajevo och Gazi husrev-bey - ottomansk sanjak-bey, samt en effektiv militär strateg, som spelade en avgörande roll i Slaget vid Mohács och var den största givaren av byggandet av Sarajevo, samt Sokollu Mehmed Pasha, en bosnisk storvesir i 1500-talets Osmanska rike, mellan åren 1565 och 1579.
Den katolska befolkningen minskade kraftigt under det osmanska styret medan den ortodoxa ökade. Detta berodde på att katoliker flydde från regionen, medan en del av de ortodoxa serberna av den osmanska myndigheten förflyttades för att fylla den uppkomna bristen på arbetskraft. Majoriteten av befolkningen har allt från den osmanska erövringen fram till 1800-talet utgjorts av bosniakiska muslimer. Då blev de ortodoxa serberna så många att de därefter utgjort huvudparten.

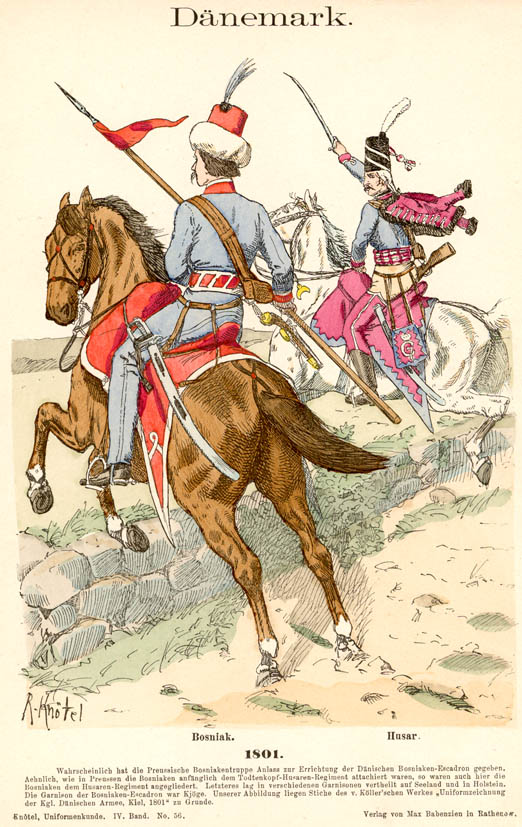
Bosniakiska lansiärer i det danska kavalleriregementet, 1791-1808 (Uniformerkunde, av Richard Knötel, 1890)

Efter att osmanerna besegrats i slaget vid Wien år 1683 började en lång tillbakagång för Osmanska riket och därmed också den osmanska provinsen Bosnien. Under det stora turkiska kriget mot habsburgarna 1683–1699 förlorade Osmanska riket stora delar av sitt territorium i Europa och plötsligt hade det tidigare rika och stora Bosnien förvandlats till en yttersta gränspostering för osmanernas välde i väst. Under kriget hade Bosnien plundrats av habsburgska trupper under ledning av Eugen av Savojen där tusentals bosniaker fick sätta livet till, och huvudstaden Sarajevo hade bränts till marken efter att dess invånare vägrat överge staden. En annan effekt av kriget 1683–1699 blev en stor inflyttning av muslimer från Slavonien och Ungern till Bosnien, till följd av att osmanerna tvingats lämna ifrån sig dessa två områden till habsburgarna. Det Stora turkiska kriget avslutas slutligen i och med fördraget i Karlowitz år 1718, vilket resulterade i ännu mer muslimska flyktingströmmar från de områden som befriades av habsburgarna. Habsburgarna bröt Passarowitzfördraget och korsade gränsen vid floden Sava, som kom att bli ett av de viktigaste händelserna i bosniakernas historia, då den bosniska adeln organiserade ett försvar och motattack, som kom att bli helt oberoende av de ineffektiva kejserliga myndigheterna. Den 4 augusti 1737, under slaget vid Banja Luka, bekämpades den habsburgska hären av det bosniakiska motståndet och skickades flyende tillbaka till Slavonien.
Det var inte bara i den osmanska armén som bosniakerna slogs på diverse europeiska fronter. År 1745 upprättades ett bosniakiskt kavalleriregemente (Bosniaken Korps) i den preussiska armén av Fredrik II av Preussen, vilka utgjorde en speciell avdelning av husarregementet von Ruesch. Bosniakerkåren bar husaruniform och var på den tiden de enda trupperna i preussiska hären som var beväpnade med lans. Trupperna deltog i det sjuåriga kriget, där de förstärktes med ett 1000-tal man. Vidare utmärkte de sig i bayerska tronföljdskriget och i delningarna av Polen åren 1772, 1793, 1795. Efter Polens sista delning 1796 utvidgades bosniakerkåren med ulanerna, som tidigare hade kämpat för Polen. Också inom den danska husarerna fanns bosniakiska lansiärer, likaså fanns det bosniakerförband i den polska armén i början av 1700-talet.
Under ledning av den bosniske adelsmannen Husein Gradaščević (även känd som "Zmaj od Bosne", vilket betyder "Draken av Bosnien"), gjorde huvuddelen av den bosniska adeln 1831 uppror mot turkarna och Osmanska riket. Upproret var en reaktion mot ett av Höga portens reformprogram, som bland annat innebar att Bosnien skulle fråntas sin autonoma status. Trots att upproret slogs ner 1832 och att regionen Hercegovina som en följd av detta gavs autonom status i förhållande till övriga Bosnien, anses Gradaščević idag vara en av de främsta bosniakiska nationalhjältarna.

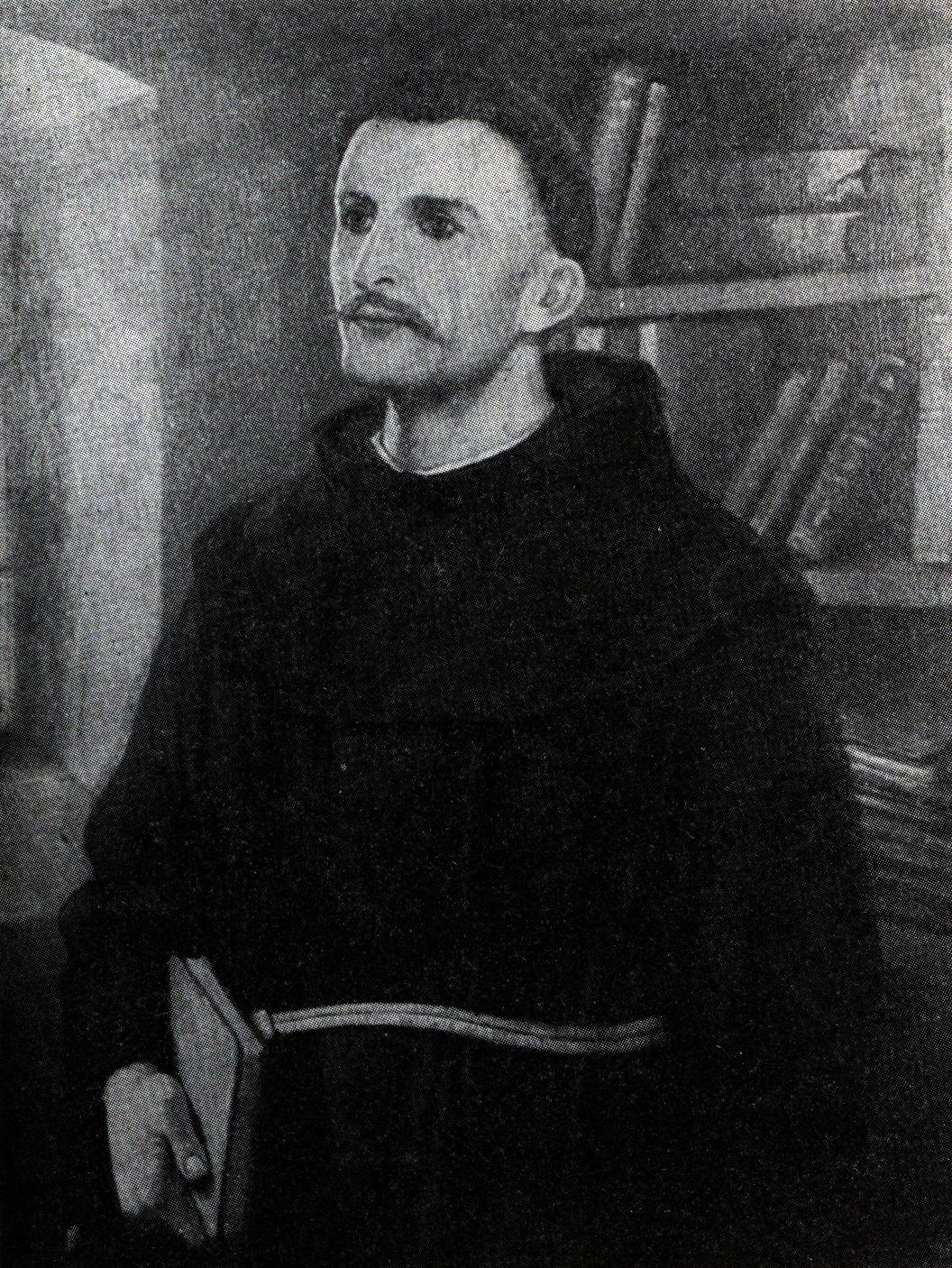
Som katolik till trots, deklarerade sig franciskanermunken Ivan Franjo Jukić som en bosniak och var en aktiv förespråkare av en enad bosnisk nation.

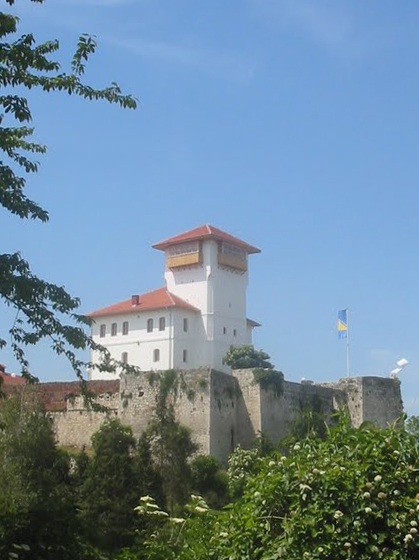
"Det vita slottet i Gradačac" byggdes år 1824 av den bosniske generalen och adelsmannen Husein-kapetan Gradaščević, som gjorde ett uppror mot den turkiska ockupationen i syfte att bevara Bosniens autonoma status inom riket.

| ”                                                             | One-third of the Bosniaks are Mohammedans, and the remaining two-thirds pretty equally divided between the Greek and Latin Churches. Översättning: En tredjedel av bosniakerna utgörs av muslimer och de andra två tredjedelarna är ganska jämnt fördelade mellan den grekiska och latinska kyrkan. | „ |
| – Thomas Gordon, History of the Greek revolution, s. 19, 1839 | |   |

#### Nationellt uppvaknande och grannländernas assimileringspolitik
Med det ottomanska rikets förfall blev Serbien oberoende av ottomansk kontroll år 1870 – under den tid då en samtidig pånyttfödelse av den serbiska och kroatiska nationalismen påbörjades. Både serber och kroater hävdade sina ”historiska rättigheter” på Bosnien. Men Illyriska rörelsens medlemmar, främst den bosniske franciskan och författaren Ivan Franjo Jukić, kom att upprätta bosniakerna, tillsammans med serber och kroater, som en av de stammar som utgör den ”illyriska nationen”. Hans elev, historikern och franciskan Antun Knežević, var en av de främsta aktörerna i upprättelsen av den bosniakiska identiteten. Som katolik kom Antun Knežević att starkt motsätta sig den överhängande kroatiseringen av Bosniens katoliker, samt serbiseringen av landets ortodoxa befolkning. Hans position och doktrin var att alla bosnier är ett folk, tillhörande tre olika religioner och att inga serber och kroater ska ha funnits i Bosnien fram till slutet på 1800-talet. Även om Antun Knežević, inte var en unik företeelse i denna mening, hade han, till sidan av Ivan Franjo Jukić, störst effekt på bevarandet av den bosniakiska identiteten under denna epok.
| ”                                                       | Vi bosniaker, ett en gång välkänt folk, och nu knappast är vi vid liv, ty våra vänner av vetenskapen ser oss ett huvud avskuret från det slaviska trädet och tycker synd om oss. [...] Det är dags att vakna ur detta långvariga försummelse. [...] | „ |
| – Ivan Franjo Jukić (Slavoljub Bošnjak) - Sabrana djela | |   |

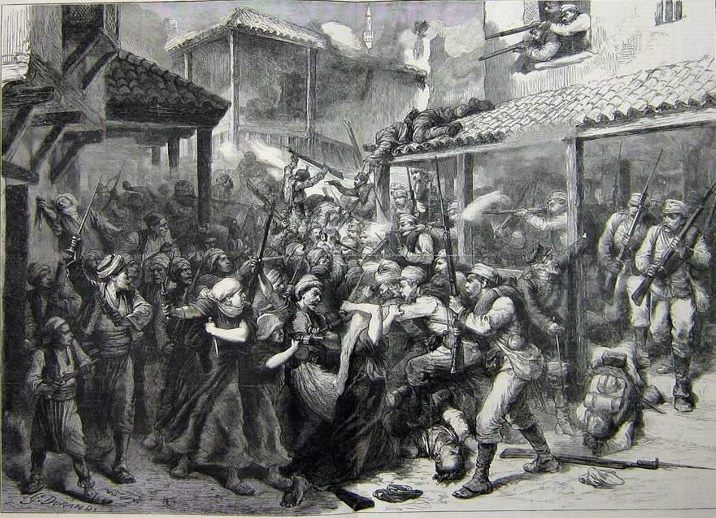
Bosniskt motstånd mot den österrikiska ockupationen under slaget vid Sarajevo år 1878. llustration from The Graphic (London newspapers), 1878.

Under den Illyriska rörelsens framfart, samlades på 1860-talet en grupp bosniakisk-muslimska intellektuella runt tidningen Bosna, för att främja idén om en enad bosniakisk nation – en idé som vid denna tid hotades av nationalistiska påtryckningar från Kroatien, med den romersk-katolska kyrkan i spetsen och den serbisk-ortodoxa kyrkan från grannlandet i öst. Denna bosniakiska grupp skulle vara aktiv i decennier, med en kontinuitet av idéer och användarbruk av det bosniakiska namnet. Från år 1891, fram till år 1910 publicerade de en propagandistisk tidning vid namn ”Bošnjak”. En av medlemmarna av denna nationalistiska rörelse var den bosniakiske poeten Safvet-beg Bašagić, samt poeten, historikern och nationalisten Mehmed-beg Kapetanović Ljubušak. För att möta den konstant konformationella assimileringen från grannländerna gentemot Bosniens katolska och ortodoxa befolkning, främjade administrationen av Bosnien och Hercegovinas österrikisk-ungerska guvernör och statsman Benjamin von Kállay idén om en enad bosniakisk nation. De österrikisk-ungerska ambitionerna att vårda en gemensam bosniakisk identitet bland den katolska och ortodoxa befolkningen misslyckades emellertid helt, främst efter Kállays död. Detta ledde till att nästan uteslutande bosniska muslimer bevarade den bosniakiska identiteten, som resulterade slutligen i en bosnisk muslimsk etnisk ideologi. 
muslimska såväl som den kristna befolkningen i landet.

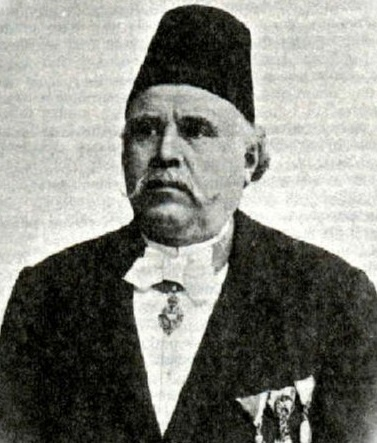
Mehmed-beg Kapetanović Ljubušak, grundaren av den inflytelserika nationalistiska tidskriften Bošnjak ("Bosniak") som emellertid samlade flera bosniakiska intellektuella av sin tid.

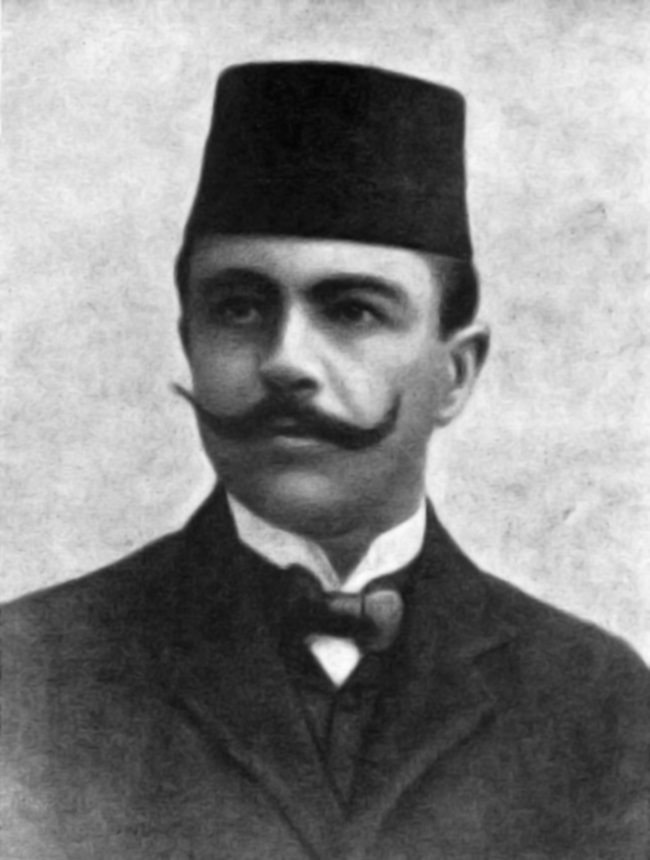
Safvet-beg Bašagić, en bosniakisk författare som anses vara fadern till den bosniska renässansen, och är en av de mest omhuldade poeter i Bosnien och Hercegovina vid sekelskiftet av 1900-talet.

En Internationell hänvisning till bosniakerna runt denna period illustrerades i en artikel i The New York Times år 1880, och som rör det bosniska motståndet mot de österrikisk-ungerska ockupationsstyrkorna:
| ”                                                          | The Bosniaks of 1878 had no rational hope of crushing Austria, but they fought nevertheless. Översättning: 1878 års bosniaker hade inget rationellt hopp om att krossa Österrike, men de kämpade ändå. | „ |
| – EUROPE'S APPLE OF DISCORD, The New York Times 3.10.1880. | |   |

#### Demografiska förändringar
År 1870 var muslimerna den största befolkningen i Bosnien (694 000), vilket är något mindre än 50% av det totala. Efter det serbiska upproret som sattes igång år 1875 hade Bosniens muslimska och ortodoxa befolkning minskat markant. Den ortodoxa befolkningen som år 1870 bestod av ungefär 534 000  personer, minskade med hela 7 procent, och muslimerna minskade med nästan ungefär en tredjedel. Konflikten spred sig snabbt och kom så småningom att involvera flera länder på Balkanhalvön och världens stormakter, som kom att tvinga ottomanerna att överlåta förvaltningen av landet till Österrike-Ungern efter Berlinkongressen år 1878, vilket resulterade i en europeisering av landet men också i andra fundamentala förändringar. Bland annat fråntogs majoriteten av den bosniakiska befolkningen sitt ägande av huvuddelen av marken i Bosnien.
Ett stort antal bosniaker lämnade Bosnien och Hercegovina efter Österrike-Ungerns maktövertagande av landet; det officiella österrikiska registret visar att runt 56 000 personer, främst bosniaker, emigrerade mellan år 1883 och år 1920, dock är antalet emigranter förmodligen mycket större, då registret inte återspeglar utvandringen före år 1883. De som stannade var koncentrerade i städerna, och var särskilt stolta över sin stadskultur, speciellt i staden Sarajevo, som snart blev en av de mest etniskt blandade städer i det forna Jugoslavien. Den främsta anledningen till att många bosniaker valde att emigrera, främst till Turkiet, var att de trakasserades och fördrevs av kristen befolkning, framförallt av serber och därför önskade få leva under muslimskt styre. Detta upprepades vid tiden för första Balkankriget 1912, då en stor mängd muslimska bosniaker tvingades lämna sina egendomar och drevs på flykt.

### Första- och andra världskriget och Jugoslavientiden
I november år 1881, införde den österrikisk-ungerska regeringen ett militärt lag (Wehrgesetz), som krävde skyldighet för alla bosniaker att tjänstgöra i den kejserliga armén. Detta ledde till omfattande kravaller under 1881 och under hela 1882 - som endast kunde besegras och stoppas med militära medel, vädjade österrikarna till muftin av Sarajevo, Mustafa Hilmi Hadžiomerović att snart utfärda en s.k. fatwa som skulle uppmana alla bosniaker att lyda militärlagen. Andra viktiga bosniakiska ledare som Mehmed-beg Kapetanović skulle snart också vädja till unga bosniakiska män att tjänstgöra i den habsburgska militären.
Vid utbrottet av första världskriget, blev bosniakerna återigen inkallade till österrikisk-ungerska armén där många kände olust att bekriga sina slaviska fränder, medan vissa bosniaker attackerade bosnienserberna i uppenbar ilska efter mordet på den österrikiske kronprinsen och ärkehertigen Franz Ferdinand.

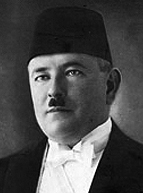
Mehmed Spaho var en av de viktigaste medlemmarna i det bosnienmuslimska samfundet på den tiden och blev den första bosniaken med ett viktigt politiskt inflytande under den tid när Bosnien och Hercegovina utgjorde en del av Kungariket Jugoslavien.

Direkt efter första världskriget år 1918, kom Bosnien och Hercegovina att bli en del av Sloveners, kroaters och serbers stat, ett försök att samla de sydslaviska delarna av Österrike-Ungern. Efter bara två månader gick denna stat samman med segermakten Serbien i Serbernas, kroaternas och slovenernas kungarike, under serbisk kung och serbisk dominans. Detta omvandlades sedan år 1929 till Kungariket Jugoslavien, där bosniaker, tillsammans med makedonier och montenegriner inte var erkända som en enskild folkgrupp.
Politiskt, var Bosnien och Hercegovina uppdelad i fyra banovinas, där muslimerna var minoritet i varje. Efter Cvetković-Mačekavtalet i augusti år 1939, införlivades 13 kommuner i Bosnien och Hercegovina i Banovina Kroatien, och 38 kommuner i den projicerade serbiska delen av Jugoslavien. Vid beräkningen var muslimerna diskonterade helt, vilket föranledde bosniakerna att skapa Rörelsen för ett autonomt Bosnien och Hercegovina.
Den redan under mellankrigstiden tilltagande fientligheten mellan grupper förvärrades till ytterlighet under andra världskriget. Bosniakerna valde mestadels att ansluta sig till de fascistiska Ustašaförbanden och som frivilliga i den bosniska 13. Waffen-Gebirgs-Division der SS Handschar (kroatische Nr. 1). De cirka 20 000 soldaterna motiverades med löften av tyskarna om att få försvara sina hemorter mot partisaner och serbiska tjetniker. Som ett resultat bedrev serbiska tjetnikförband under ledning av generalen Draža Mihailović hämndaktioner gentemot den bosniakiska civilbefolkningen, främst i östra Bosnien, längs floden Drina och floden Lim i regionen Sandžak. Totalt dödade tjetnikförbanden runt 86 000 personer under kriget eller 6,8% av bosniaker vid den tiden, och 250 000 hade fördrivits från sina hem.
Den 13:e bergsdivisionen deltog i olika operationer mot både serbiska och muslimska partisaner. I Bosnien dödade förbandet tusentals serber i östra och norra Bosnien som hämnd för de bosniska muslimer som serbiska tjetniker dödat i östra Bosnien och Sandžak.. Under kriget utgjorde muslimerna 23% av Jugoslaviska folkets befrielsearmé. Trots detta skulle de serbdominerade jugoslaviska partisanerna genomföra en hel rad anfallsräder mot muslimska byar där både potentiella motståndare och civila skulle sätta livet till.
Under Jugoslavientiden blev Bosnien och Hercegovina en socialistisk delstat inom Socialistiska federativa republiken Jugoslavien. Den skapades på ett antifascistiskt möte i Mrkonjić Grad den 25 november 1943. 
Under kriget formades en icke-statlig organisation kallad för Mladi Muslimani (Unga Muslimer) som hade som mål att utvidga de andliga, kulturella och materiella framstegen för de bosniska muslimer i dåtidens Jugoslavien. Organisationen förespråkade ett konsekvent arbete för en pedagogisk väckelse, baserad på islams principer, för att bekämpa aggressiv ateism och tvångsassimilering från grannländerna. Offentligt förklarade sig organisationen som både antifascistisk och antikommunistisk. Runt tusen personer som medverkade i organisationen kom att fängslas av den jugoslaviska kommunistregimen efter andra världskriget, och tretton av de mördades. En av de mest framstående medlemmarna i organisationen Unga Muslimer var Bosnien och Hercegovinas första president Alija Izetbegović, som även han år 1983 dömdes till 14 års fängelse av den kommunistiska regimen för "kontrarevolutionär verksamhet", eftersom hans böcker Islam Between East and West och The Islamic Declaration påstods vara fientliga mot det rådande systemet i Socialistiska Federativa Republiken Jugoslavien.

### Bosnienkriget och folkmorden
Se även Bosnienkriget

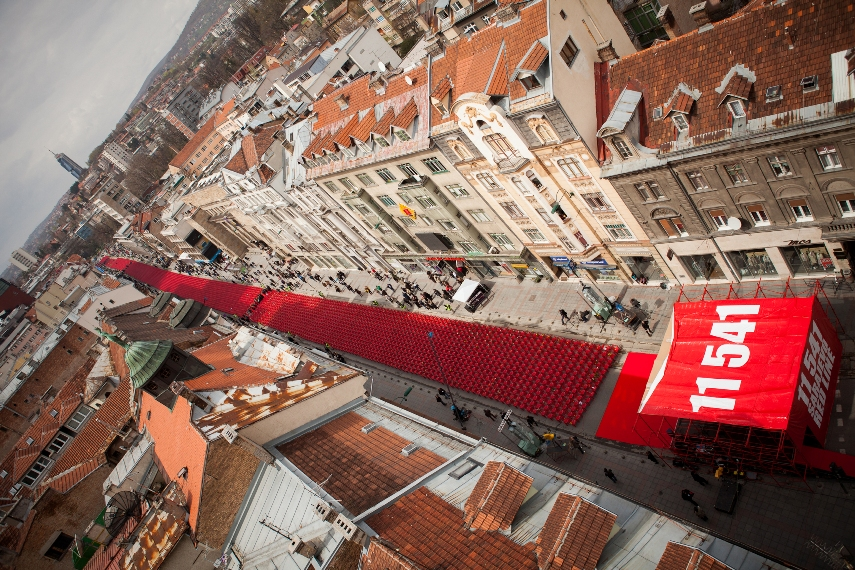
Röda linjen i Sarajevo, ett minnesmärke av 20-årsdagen av belägringen av Sarajevo. 11 541 tomma stolar symboliserade 11 541 krigsoffer, som enligt Research and Documentation Center dödades under belägringen.

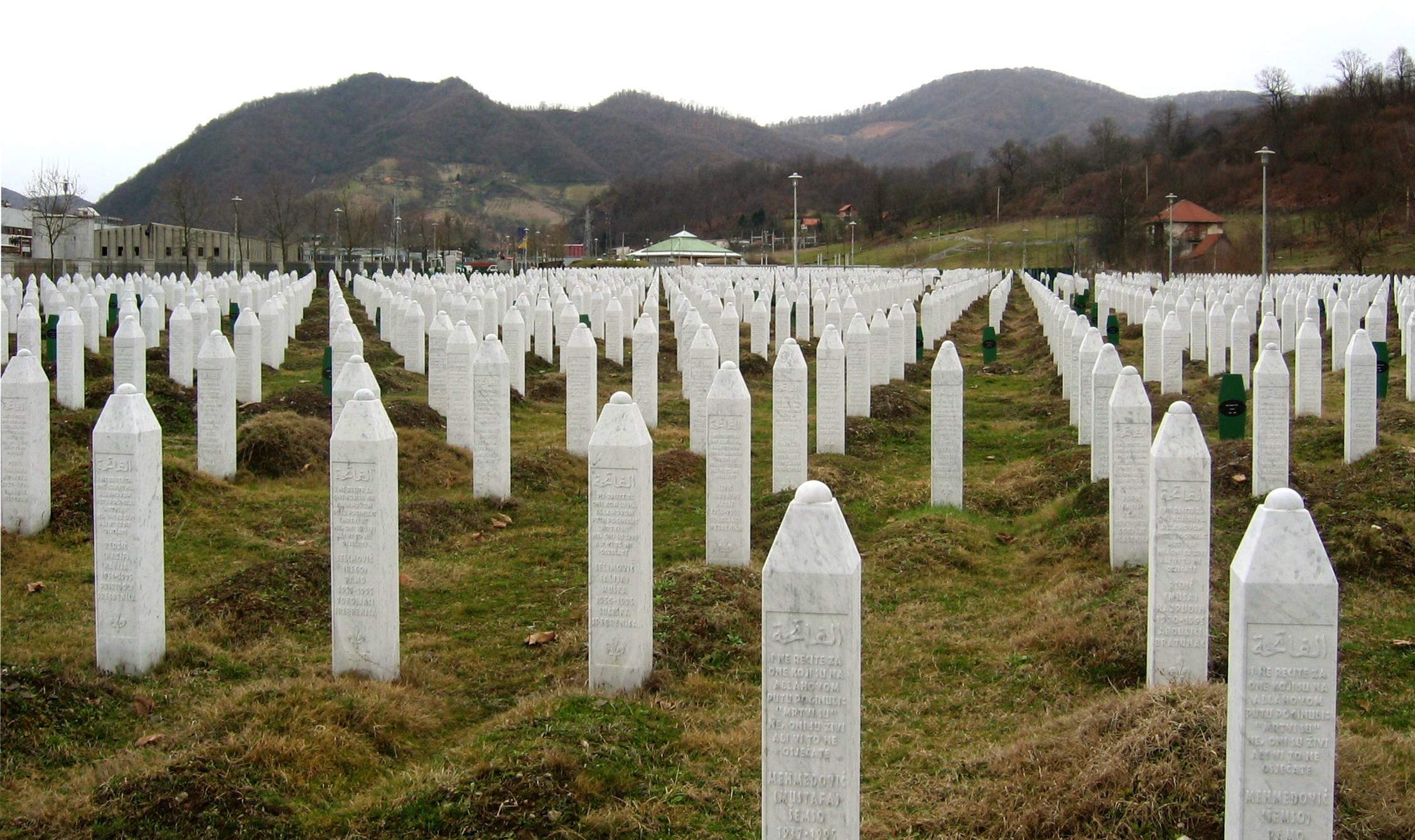
Mer än 8000 obeväpnade bosniakiska män och pojkar dödades i massakern i Srebrenica i juli 1995 av enheter av den bosnienserbiska armén.

Under våren 1992 rasade hårda strider mellan bosniska och serbiska styrkor i östra Bosnien. Inledningsvis anföll serbiska styrkor icke-serber i östra Bosnien för att kunna säkra gränsen mot Serbien. Bosniaker fördrevs systematiskt från sina hem och mördades ofta i processen. I regionen Foča inledde serbiska styrkor en serie massakrer under 1992. 2 704 personer från Foča saknas eller dödades under kriget, majoriteten var bosniaker. Foča var platsen för ett flertal fångläger inrättade av de bosnienserbiska myndigheterna. I staden Višegrad massakrerade serbisk polis och militär omkring 3 000 bosniaker under våren och sommaren 1992 i de så kallade Višegradmassakrerna.
Den bosnienserbiska armén assisterad av dåvarande jugoslaviska armén inledde i början av kriget en belägring av Bosnien och Hercegovinas huvudstad Sarajevo, som kom att bli den längsta belägringen i modern historia. Belägringen varade från den 5 april 1992 till den 29 februari 1996. Omkring 20 000 människor dog under belägringen. Omkring 10 000 civila beräknats ha dödats, inklusive 1 500 barn. Ytterligare 56 000 sårades, inklusive 15 000 barn. Den bosniska armén förlorade 6 305 soldater. belägringen halverade nästan stadens befolkning mellan 1992 och 1995.
Under kriget i Bosnien mellan 1992 och 1995 dog, enligt siffror från Forsknings- och dokumentationscentrum i Sarajevo, 97 207 personer, varav 65% var bosniaker. Under kriget i Bosnien myntades en ny term, etnisk rensning. Serberna inledde omfattande utrensningar av framför allt bosniska muslimer (bosniaker) från sitt territorium. Det föregick systematiskt etniskt rensning, våldtäkter, tortyr och mord. Bosnienserbiska armén (VRS) assisterad av Jugoslaviska folkarmén uppförde även ökända koncentrationsläger Omarska, Keraterm, Trnopolje, Manjaca, mfl.
De mest omfattande massakern ägde rum i Srebrenica 1995, med 5 336 identifierade offer. Haagtribunalen menar dock att antalet döda kan vara så högt som 7 826 personer. De flesta offren var bosniakiska män och pojkar men även barn, flickor och kvinnor. Ett stort antal saknade kvinnor och flickor sökes fortfarande. 
Det yngsta offret var några timmar gammal bebis ”Bebis  Muhić född 13. Juli 1995, och äldsta Šaha  Izmirlić född 1901”
Några år senare, vid ICTY-mötet, bekräftade de tidigare bosnienserbiska ledarna och Republika Srpskas president Biljana Plavšić massvåldtäkter på bosniakiska kvinnor i östra Bosnien under Bosnienkriget.
Fruktansvärda krigsförbrytelser begicks också av de bosnienkroatiska styrkorna (HVO) gentemot bosniakiska civilbefolkningen i centrala delar av Bosnien. De mest kända massakrerna begångna av de bosnienkroatiska styrkorna är Ahmićimassakern och Stupni Do massacre. Bosnienkroatiska styrkorna uppförde även koncentrationsläger Gabela och Dretelj där de torterade och mördade tillfångatagna Bosniaker 
Den bosniska armén utförde hämndaktion mot bosnienkroatiska armén och anföll byarna Uzdol (14 september 1993) och Grabovica (9 september 1993) utanför staden Prozor-Rama, där runt 75 kroatiska civila och soldater dödades.
År 2005 antog den amerikanska kongressen en resolution med innebörden att "det serbiska tillvägagångssättet för aggression och etnisk rensning uppfyllde definitionen för folkmord". År 2008 hade 45 serber, 12 kroater och 4 bosniaker dömts för krigsförbrytelser.
Serbiens president Slobodan Milošević åtalades för krigsförbrytelser i samband med kriget i Bosnien, inklusive allvarliga kränkningar av Genèvekonventionen, brott mot mänskligheten och folkmord. Folkmord är det allvarligaste krigsbrottet som serberna fällts för, brott mot mänskligheten är det allvarligaste för kroaterna och avvikelser från Genèvekonventionerna för bosniakerna.

## Språk
Se även: Bosniska, Bosnisk grammatik

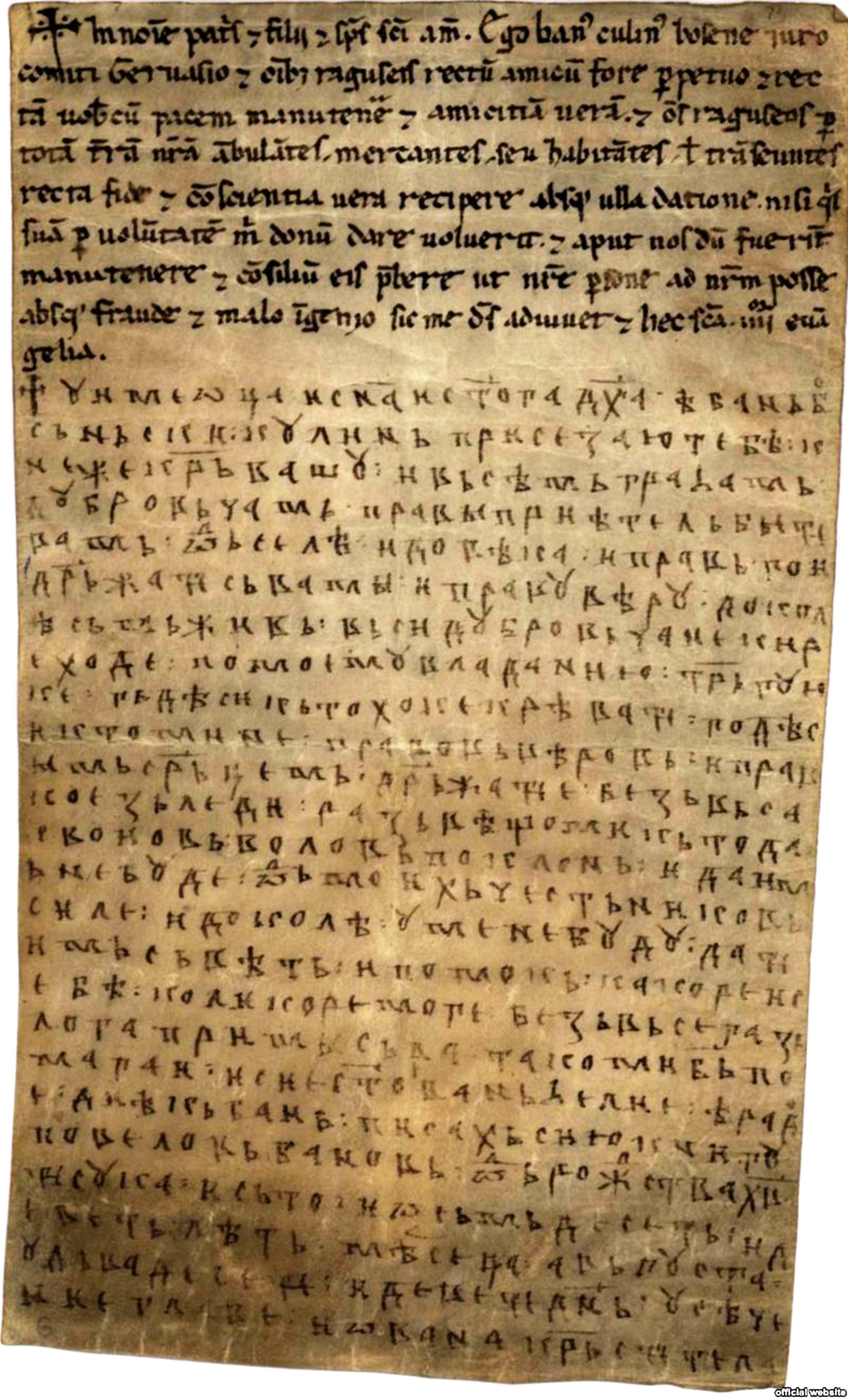
Kulin Bans stadga, skriven med bosančica. Denna stadga är den äldsta i sitt slag på ett sydslaviskt språk, och befinner sig för närvarande i Eremitaget i Sankt Petersburg.

Bosniaker talar bosniska, som ingår i den sydslaviska språkfamiljen. Standardbosniska anses vara en variation av det kontroversiella samlingsnamnet "serbokroatiska", och är ömsesidigt närbesläktad med de kroatiska och serbiska språken, som alla är baserade på den  štokaviska dialekten. För utomstående kan bosniska, kroatiska och serbiska tyckas låta identiska. Förutom alfabetet skiljer sig emellertid bosniskan från kroatiska och serbiska i ordförråd, grammatik och prosodi (satsmelodi).
Den första officiella ordboken för det bosniska språket trycktes år 1631 som ett bosnisk-turkiskt lexikon av Muhamed Hevaji Uskufi Bosnevi. Ordboken ses som ytterligare ett bevis som vittnar om att det bosniska språket var det officiella språket i landet sedan Konungariket Bosnien. Detta ska ytterligare ha bekräftats av Ban Kulins stadga, skriven på den inhemska, kyrilliska skriften bosančica den 29 augusti 1189, som ett av de äldsta skriftliga dokumenten på hela Balkan.

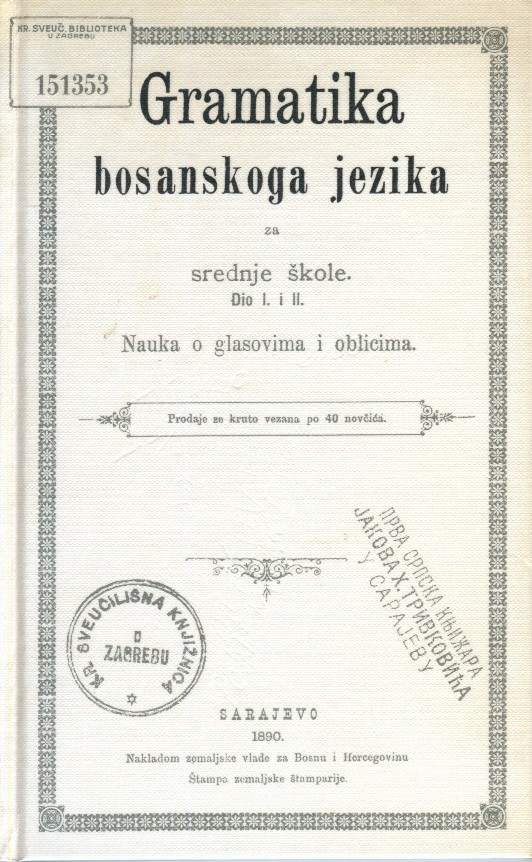
Bosnisk grammatikbok, från år 1890.

Bosniska liksom kroatiska och slovenska skrivs idag med ett modifierat latinskt alfabet, lokalt känt som gajevica efter dess uppfinnare Ljudevit Gaj. Tidigare skrifter är ofta skrivna på något annat språk, bland annat latin, som användes i Bosnien tidigare. Ett exempel är Humactavlan som är ett av de äldsta skrivmonumenten i Bosnien och Hercegovina. Även den är skriven på bosančica och dateras till 1000-talet eller 1100-talet. Humactavlan är av största betydelse för bosnisk historia och språkvetenskap. Spår efter bosančicaskriften kan också finnas i många andra kungliga statliga dokument och stadgor samt på gamla medeltida gravstenar, stećaks.
| ”                                                                  | The inhabitants (Bosniacks) are of Sclavonian origin and use the purest dialect of the Sclavonian language. Översättning: Befolkningen (bosniakerna) är av slaviskt ursprung och använder den renaste dialekten av det slaviska språket. | „ |
| – The Edinburgh Gazetteer, or Geographical Dictionary p. 564, 1822 | |   |

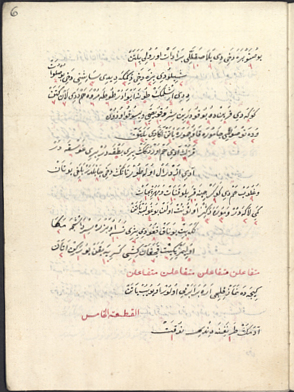
Det bosniska språklexikonet Magbuli 'arif eller Potur Šahidija, skriven av Muhamed Hevaji Uskufi Bosnevi år 1631, med hjälp av en bosnisk variant av den persisk-arabiska skriften.

Det betydliga inflytelse av bosančica i det medeltida Bosnien har tyvärr lett till ett mål för kontroversiella debatter och propaganda genom historien, som dessutom har lett till en tendens hos vissa kroatiska och serbiska filologer och paleografer att förneka och ifrågasätta dess, trots sitt geografiska ursprung, exklusivitet med den medeltida bosniska staten. Bosniakerna kom också att använda sig av begovica (användes mest av den bosniska adeln) och arebica eller arabisk skrift, justerad för ett slaviskt tal, som också huvudsakligen kom att användas av den bosniska adeln, under den ottomanska eran, och som kom att efterträda bosančica som den primära skrift för det bosniska språket.

### Historisk användning
När det gäller det bosniska språket, som Muhamed Hevaji Uskufi slog en stark grund för, är det intressant att påpeka en anmärkning av den moderna brittiska historikern Noel Malcolm, som skriver: "Som det bosniska språket var det tredje språket i det ottomanska imperiet, är det inte konstigt att en del av den ottomanska litteraturen skrevs på detta språk". En 1700-tals bosniakisk krönikör vid namn Mula Mustafa Bašeskija, skrev i sin årsbok en diktsamling på bosniska, hävdande att det bosniska språket är mycket rikare än det arabiska, eftersom det finns 45 ord för verbet "att gå" i det bosniska språket. Den ragusinske 1600-tals historikern och författaren Mavro Orbini skriver i sitt verk Slavernas kungarike (på italienska Il regno degli Slavi), tryckt i Pesaro år 1601, att "av alla folken som talar slaviska språk, har bosnierna det mest eleganta språket och är de enda som är stolta över det faktum att de uppmärksammar renheten av det slaviska språket". Ett av de allra tidigaste källor som tillkännager det bosniska språket finner vi i staden Kotors notariebok: den 3 juli 1436 köpte hertigen av Republiken Venedig en femtonårig flicka, som beskrivs som: ”av den bosniska stammen och kätterska tron, på det bosniska språket kallad för Djevena”. Ett annat tidigt "internationellt" omnämnande av det bosniska språket är från 1400-talet och finns i verket "Skazanie iziavlieno o pismenah" (Skriftspråkens historia), av den mest kända resande östromerska författaren på den tiden, Konstantin av Kostenets. Den kroatisk-italienske lexikografen Jacobus Micalia (1601-1654) konstaterar i sitt verk Blagu jezika slovinskoga (Slaviska språkens skatt) från år 1649 att han vill inkludera "de vackraste orden" och tillade att av alla illyriska språk så är det bosniska det allra vackraste ("Ogn'un dice che la lingua Bosnese sia la piu bella"), och att alla illyriska författare bör försöka att skriva på det språket. En av de första sydslaviska grammatikerna, jesuiten Bartolomeo Cassio, kallar det språk som han använder i sitt verk från år 1640, Ritual Rimski (Den romerska riten) som naški ("vårt språk") eller bosanski ("bosniska"). I det arbete som gick under titeln "Thesaurus Polyglottus" - publicerat i Frankfurt år 1603 av den tyska 1600- och 1700-tals historikern och språkforskaren Hieronymus Megiser, nämns den bosniska dialekten till sidan av den dalmatiska, kroatiska och serbiska. Matija Divković, en 1600-tals bosnisk franciskan, som anses vara grundaren av den bosniska litteraturen, bekräftar i slutet av den första delen av sin översättning till det verkliga och sanna bosniska språket i sitt verk Nauk krstjanski za narod slovinski ("Den kristna läran för de slaviska folken") från år 1611; "A privideh iz dijačkog u pravi i istinit jezik bosanski." Den kroatiska författaren och lexikografen Matija Petar Katančić lät år 1831 publicera sex böcker av översättningar av Bibeln, där han bl.a. beskriver på första sidan följande: "Överfört från Slavisk-illyriska till uttalet av det bosniska språket." År 1827 skulle även en lärobok översättas från bosniska till latin av franckanmunken och läraren Ambrox Mathich (Ambroz Matić).

## Religion

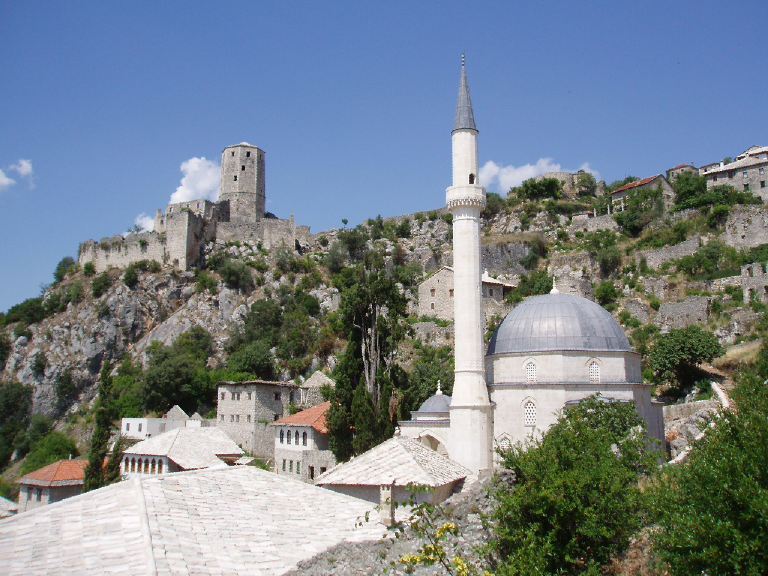
Shishman Ibrahim Pasha (Hadži-Alija) Moskéen i Počitelj, konstruerad år 1562/63. I bakgrunden syns Tvrtko I Kotromanićs medeltida citadell.

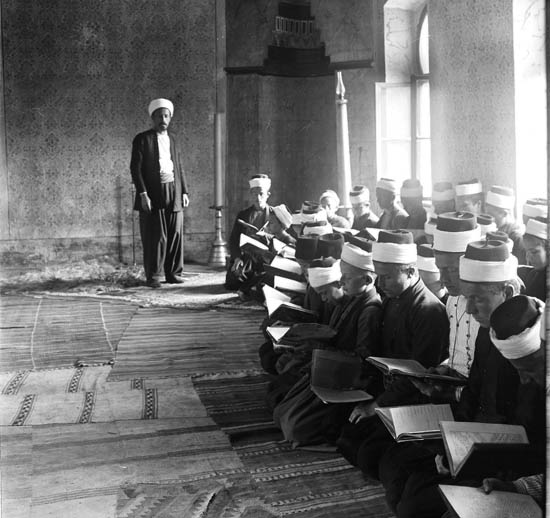
Bosnisk madrassa, c. år 1906.

De flesta bosniaker är sunnimuslimer, men historiskt har även sufismen spelat en viktig roll bland bosniakerna, som i huvudsak tenderar att vara välvilligt inställda till de mest etablerade orden (tariqah), som Naqshbandi, Rifa'i och Qadiriyya. Sufismens ställning i Bosnien under osmanerna var juridiskt samma som i övriga delar av riket. Bosniska sufier producerade litteratur, ofta på de tre orientaliska språken (arabiska, turkiska och persiska) men ett fåtal skrev på bosniska. som Abdulrrahman Sirri (1785-1846/47) och Abdulwahāb Žepčewī (1773-1821). En annan sufigestalt från Bosnien var schejk Hamza, vars lära enligt anklagelserna och domslutet stred mot den officiella tolkningen av islam. Hans anhängare hamzevije bildade en religiös rörelse som ofta beskrivs som en sufigren nära bajrami-melami-sufismen.
För många bosniaker har islamisk identitet mer att göra med dess kulturella rötter än med faktisk religiös tro. Genom att vara en del av Europa och inte bara under påverkan av öst, utan också den västerländska kulturen, . Den jugoslaviska kommunismen bidrog också till denna utveckling. I en opinionsundersökning från år 1998, förklarade sig 78,3% av bosniakerna i Federationen Bosnien och Hercegovina vara religiösa.
Kjell Magnusson påpekar att religioner spelade stor roll i de processer som formade den nationella rörelsen och bildandet av de nya staterna efter osmanernas fall på Balkan, eftersom osmanerna urskiljde folkslag enligt religionstillhörigheten. Religionen spelar mindre roll i dagens läge hos de olika folkgrupperna och en del av befolkningen är i realiteten indifferent gentemot religiös tillhörighet. Trots detta är den stereotypa bilden fortfarande ganska aktuell, nämligen att serberna är ortodoxa, kroaterna katoliker och bosniakerna muslimer. Bland bosniakerna är muslimer eller bosniska muslimer (bos. Bosanski muslimani) mera förekommande beteckningar, ävensom i medierna och även i vetenskapliga arbeten, trots att en del av bosniakerna är religiöst neutrala eller till och med tillhör annan trosuppfattning. I alla av de tre största folkgrupperna i Bosnien finns också individer som bryter mot ovannämnda mönster och utövar ”andra” religioner aktivt.

## Traditioner, litteratur och folklore
Den bosniska kulturen har under historien varit präglad av ett flertal olika influenser under diverse kulturella epoker. Under medeltiden möttes i Bosnien renässansen från väst och den islamiska arkitekturen från öst, vilket emellertid har format en unik kultur som efterspeglar en syn på bosniakerna som det mest östliga folkslaget i västvärlden och det mest västliga i öst. 

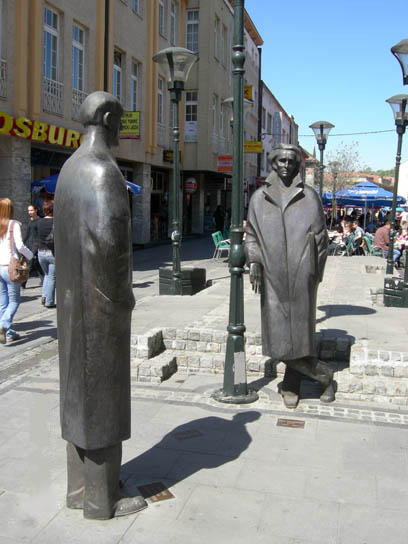
Statyer av författaren Meša Selimović och konstnären Ismet Mujezinović i Tuzla.

Rötterna till den bosniakiska folksjälen går främst att finna i de traditionella musikgenrerna sevdalinka och ilahije, men också i ett brett utbud av traditionell visdom, överförd från mun till mun, till nyare generationer, men som på senare år också skrivits ned i ett antal litterära verk. 

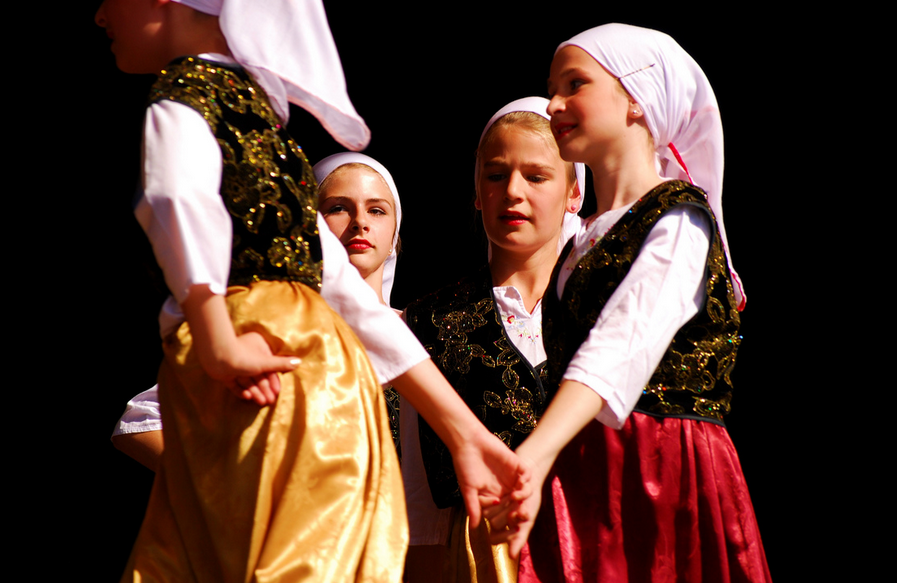
Bosniakiska flickor dansar traditionell kolo.

Ilahije sjungs mest i spirituella och religiösa (islamiska) syften, och texterna handlar ofta om koranens budskap. De folkliga traditionerna, ute i Bosnien och Hercegovinas landsbygd inkluderar en ropande, polyfonisk musikstil, kallad för ganga och ravne pjesme, liksom instrument som šargija. Sevdalinka är en av de mest representativa musikaliska och poetiska formerna av den bosniska folkkonsten och introducerar ett lyriskt samspel mellan den osmanska och den inhemska sydslaviska kulturen, då de äldsta sevdalinka-sångerna skrevs ned redan på 1700-talet. Sevdah är också en slags känslomässig, melankolisk folkvisa, som ofta beskriver sorgliga ämnen som kärlek, förlust och hjärtesorg. Sevdah har traditionellt utförts med en saz, ett turkiskt stränginstrument, som senare ersattes av dragspelet. Den bosniska poeten och sevdahskrivaren Umihana Čuvidina har i hög grad bidragit till den bosniakiska folksjälen, med hennes dikter om sin förlorade kärlek. Bosniakerna har även på en internationellt nivå lämnat efter sig ett musikaliskt arv till resterande Europa, och några exempel på detta är den renässansiska lutenist-kompositören Franciscus Bossinensis som i 1500-talets Venedig publicerade två samlingar av lutmusik (innehållande 126 frottolas och 46 ricercares), samt den österrikisk-judiska tonsättaren och operakompositören Alexander von Zemlinsky som delvis var av bosniakiskt ursprung.
Bosniakerna och Bosnien och Hercegovina i allmänhet har ett rikt litterärt arv. Betydande bosniakiska poeter, som har bidragit till det bosniska kulturella och litterära arvet är Derviš-paša Bajezidagić, Hasan Kafi Pruščak, Abdurrahman Sirri, Mula Mustafa Bašeskija, Abdulvehab Ilhamija, Hasan Kaimija, Umihana Čuvidina, Ivan Franjo Jukić, Safvet-beg Bašagić, Antun Knežević, Musa Ćazim Ćatić, Mehmedalija "Mak" Dizdar, Enver Čolaković, Alija Isaković samt framstående prosaförfattare som Meša Selimović (mest känd för sina romaner Dervischen och döden och Fästningen), Semezdin Mehmedinović, Abdulah Sidran, Nedžad Ibrišimović, Skender Kulenović, m.fl. Historiska tidskrifter som Gajret, Behar och Bošnjak är några av de mest framstående publikationerna som i stort sett bidrog till bevarandet av den bosniakiska identiteten under slutet av 1800- och början på 1900-talet. Den bosniakiska litteraturen är i stort sett känt för sina ballader; Den sorgsna sången av Hasan Agas ädla hustru (eller mer känd som Hasanaginica), Smrt Omera i Merime (Omer och Merimas död) och Smrt braće Morića (Morić-brödernas död). Balladen Hasanaginica berättades av muslimerna i Dalmatien i arv från generation till generation i muntlig form, tills den slutligen skrevs och publicerades år 1774 av en italiensk etnograf, Alberto Fortis, i sin bok Viaggio in Dalmazia ("En resa i Dalmatien"). Hasanaginica anses vara en av de vackraste balladerna som någonsin har skrivits, och kom att bl.a. översättas av Johann Wolfgang Goethe (1775), Walter Scott (1798), Aleksandr Pusjkin (1835), Adam Mickiewicz (1841) och Prosper Mérimée (1827).

## Folklore

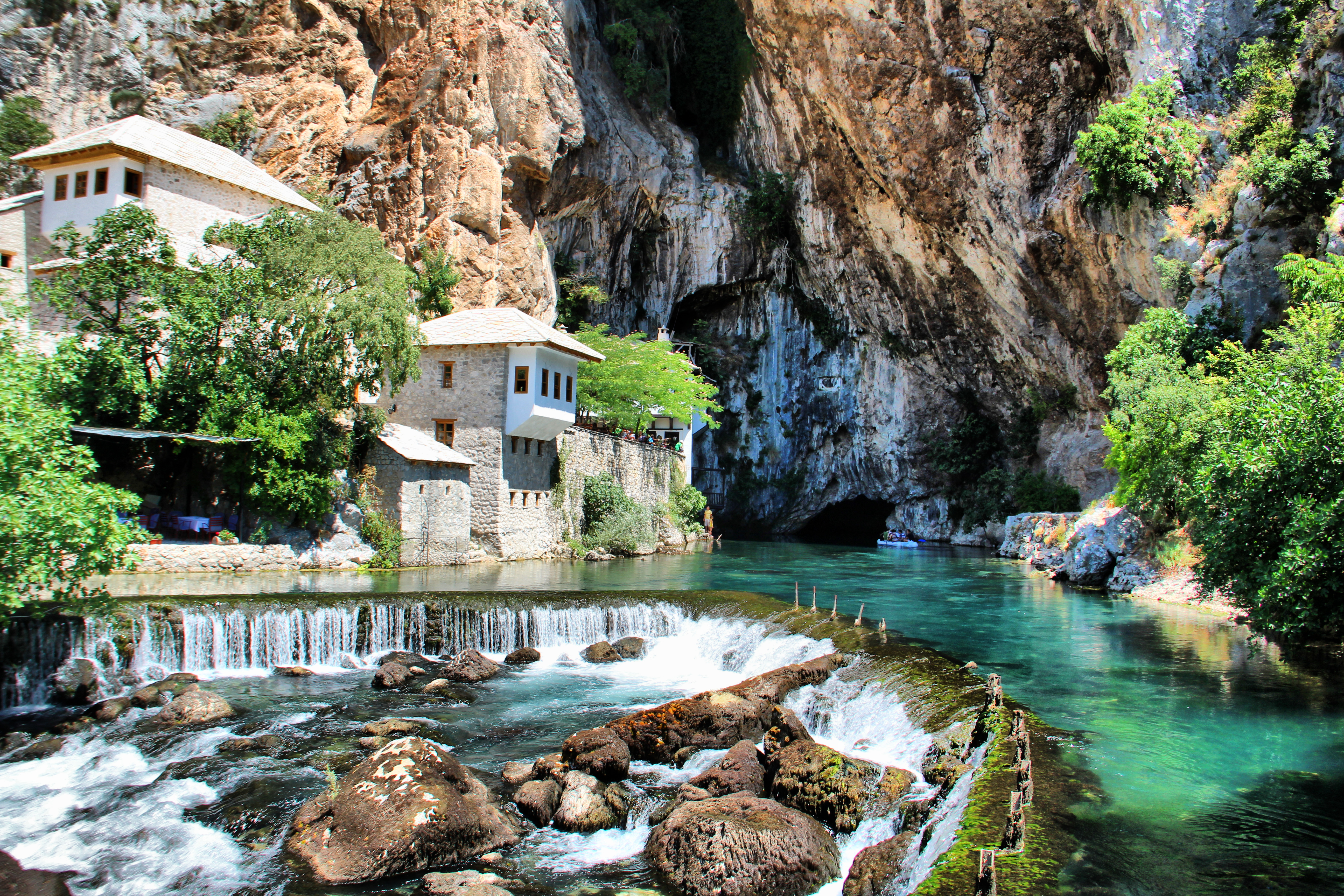
Kulturarv och traditionell bosniakisk tekke (dervischkloster), uppförd omkring år 1520 och är belägen vid floden Bunas källa i bystaden Blagaj.

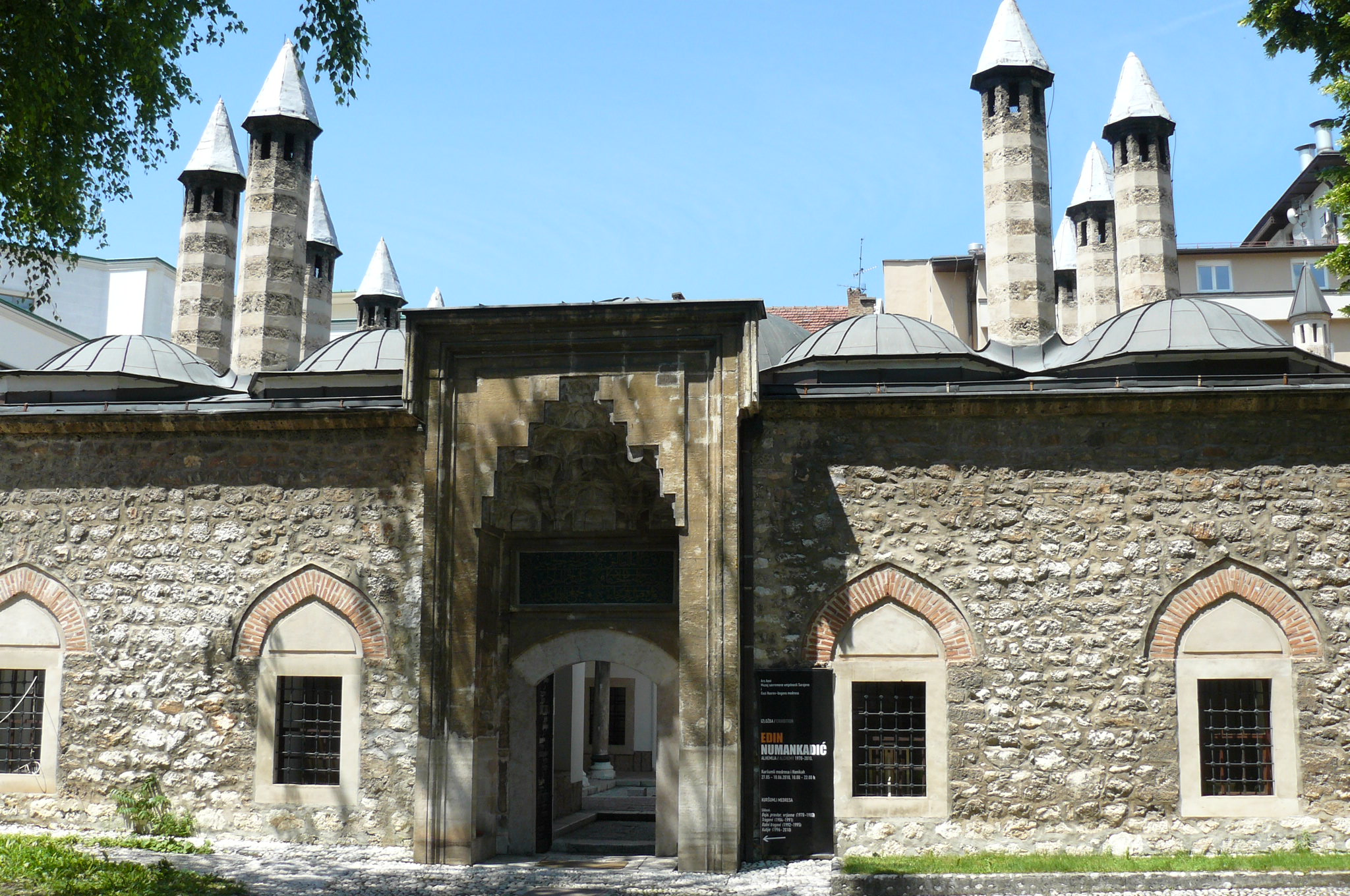
Gazi Husrev-begova Medresa eller Kuršumli medresa, madrassa, grundad år 1537 för att hedra Gazi Husrev Bey mor Seldžuklija, i den gamla stadsdelen i Sarajevo.

Den bosniakiska folkloren har en lång tradition som går tillbaka till 1500-talet. Liksom många andra delar av den bosniakiska kulturen härrör även folkloren från både europeiska och islamiska influenser. Generellt varierar folklore även från region till region och stad till stad. Gamla slaviska folksagor som tron på Vila (kvinnoväsen), älvor, häxor, tomtar, drakar, varulvar och vampyrer är närvarande i den bosniakiska folkloren. Det finns även starka influenser på folksagor, legender och väsen som härstammar från den gamla illyriska och keltiska folktron. Även efterlämningar har kunnat skådas, med rot från den förislamiska medeltida folktron, som bland annat panteonet kring Djevojačka pećina (flickans grotta) i Brateljevići, nära staden Kladanj i nordöstra Bosnien, samt pilgrimsfärden Ajvatovica i byn Prusac, som idag är det största traditionella, religiösa och kulturella evenemanget bland den muslimska befolkningen i Bosnien.
Nationella hjältar är oftast historiska personer, vars liv och skicklighet i strid kartläggs. Dessa inkluderar gestalter som Bosniens medeltida regent Tvrtko I av Bosnien, den ottomanske guvernören från Bosnien Gazi Husrev-bey, Ajvaz-dedo, samt Đerzelez Alija, en nästan mytisk karaktär som även den osmanska sultanen sades ha kallat "en hjälte", och Husein Gradaščević, som ledde ett uppror mot turkarna under 1800-talet. Slaviska mytologiska influenser kan också hänvisas till Ban Kulin som har förvärvat en legendarisk status. Historikern William Miller skrev år 1921 att "även i dag, ser folket honom som favorit bland älvorna, och hans regeringstid som en guldålder".
Stoltheten går också att finna i de dyrbara medeltida filigranen som tillverkas av gamla hantverkare i Sarajevo. En annan utbredd tradition är "Muštuluk", varigenom man ger en gåva till någon som kommer med goda nyheter.

## Namn och efternamn
Bosniakernas efternamn, likt bland andra slaviska, och framförallt sydslaviska folk, slutar på "-ić" eller "-ović". De flesta efternamnen bland bosniakerna följs av ett traditionellt mönster från den period då de flesta efternamn i Bosnien och Hercegovina var standardiserade. En del muslimer har en förfaders namn tillskrivet först i efternamnet, som sedan följs av en orientalisk yrkesbeteckningstitel och till sist "-ić" eller "-vić". Exempelvis efternamnet Izetbegović: sonen till beyen Izet, bokstavligt översatt, samt Hadžiosmanović; son till Osman Hajji. Andra varianter av efternamn är där endast ett förnamn finns, som exempelvis Osmanović (son till Osman), eller efternamn som nämner ett yrke eller titel; Imamović (son till en imam), etc. Vissa bosniska efternamn behöver inte nödvändigtvis ha orientaliskt ursprung, utan uppkom troligtvis på medeltiden, oftast av adelsmän som konverterade till islam; exempelvis Tvrtković och Kulenović.
Det finns även andra familjenamn som inte slutar på "-ić" alls. Dessa efternamn är vanligtvis från någon ursprungsort, yrke, eller diverse andra sådana faktorer som är kopplade till familjens eller ättens historia. Exempel på sådana efternamnen är: Zlatar ("guldsmed") Kovač ("smed") eller Kolar ("hjulare").
Det finns några bosniakiska (efter)namn med utländskt bakgrund, vilket tyder på att grundaren av familjen kom från en plats utanför Bosnien och Hercegovina. Många sådana bosniakiska efternamn har kroatiskt, ungerskt, valakiskt, albanskt, tatariskt, arabiskt, turkiskt, tjeckiskt eller franskt ursprung. Exempel på sådana efternamn är Hrvat, Madžarević, Vlasić, Arnautović, Tatarević, Arapović, Turković, Čehić, Franca etc. En del efternamn i Bosnien har också förslaviskt ursprung och kan spåras ända tillbaka till antiken och tidig medeltid. Några exempel på sådana efternamn kan vara av (kelto-)illyriskt (Motoruga), gotiskt (Manigoda), eller av något annat ursprung. Många bosniska efternamn är också vanliga bland kroaterna och serberna, som: Puškar, Jašić, Sučić, Subašić, Begić, Hadžić.
Förnamn bland bosniakerna har mestadels arabiska, turkiska, eller persiska rötter såsom Osman, Mehmed, Ismet, Kemal, Hasan, Ibrahim, Mustafa. Sydslaviska förnamn som Zlatan och Zlatko är också närvarande i första hand bland icke-religiösa bosniaker. Det som är anmärkningsvärt är att på grund av strukturen av det bosniska språket, har många av de muslimska namn ändrats för att skapa ett unikt bosniakiskt namn. Några av de orientaliska namn som har förkortats är till exempel: Huso (förkortning för Husein), Ahmo (förkortning för Ahmed), Meho (förkortning för Mehmed), Mujo (förkortning för Mustafa), Suljo (förkortning för Sulejman), etc. Mer närvarande är dock omvandlingen av namn som på arabiska eller turkiska är begränsade till ett kön för att gälla för det andra könet. I bosniska, tas bokstaven "a" bort, ändras det traditionella kvinnliga namnet "Jasmina" till det populära manliga namnet "Jasmin". På samma sätt läggs till ett "a" på det typiskt manliga namnet "Mahir", vilket i sin tur resulterar i det kvinnliga "Mahira".

## Symboler

Vapensköld med fleur-de-lis är bosniakernas nationalsymbol som användes under medeltiden och under perioden 1992-1998 och pryddes av sex gyllene liljor.

Flaggan som symboliserar bosniakernas muslimska identitet.

Den traditionella symbolen för bosniaker är en vapensköld som pryds av sex gyllene liljor (även kallat för Lilium Bosniacum). Vapenskölden användes först under medeltiden i samband med den bosniske kungen Tvrtko I Kotromanićs styre. Idag är dessa liljor en populär nationssymbol för muslimska bosniaker medan bosnienkroater och bosnienserber använder sig av kroatiska respektive serbiska symboler. Utformningen av dessa liljor sägs dock vara härledd från ett specifikt bosniskt liljesläkte, Lilium bosniacum. Enligt vissa källor härstammar den bosniska symbolen från dem franskättade angevinerna. Angevinen Ludvig I av Ungern (Ludvig den store) var gift med Elisabet av Bosnien (Elizabeta Kotromanić, polska: Elżbieta Bośniaczka) – dottern till ban Stefan II av Bosnien, och i och med släktförbindelserna mellan angevinerna och den bosniska kungafamiljen, kom Tvrtko I att anamma, i likhet med angevinerna, den heraldiska liljan som det bosniska kungahusets heraldiska symbol. Det är också troligt att de sex gyllene liljorna infördes som en parallell till de franska katarerna, som delade några av de grundläggande principerna med den bosniska kyrkan. På detta sätt, hade Tvrtko I avsett att visa bosniernas enhet mellan de kringliggande romerska och bysantinska kulturerna. Liljan har sedan tidig medeltid använts inom kristen konst. De tre kronbladen reflekterar en utbredd koppling till treenigheten. Med det till trots, så ses den heraldiska liljan som nationalsymbol av bosniakerna, som i de flesta fall är muslimer. I Bosnien används den heraldiska liljan också ibland i moskéer och på muslimska gravstenar som dekoration.
En annan bosniakisk flagga härrör från den ottomanska eran och är typisk islamisk, vit månskära och en stjärna på en grön bakgrund. Flaggan var också en symbol för den osmanska provinsen Bosnien, men också kom flaggan att symbolisera det uppror mot turkarna som leddes under ledning av den bosniakiske adelsmannen Husein Gradaščević, på 1800-talet.

## Utbredning

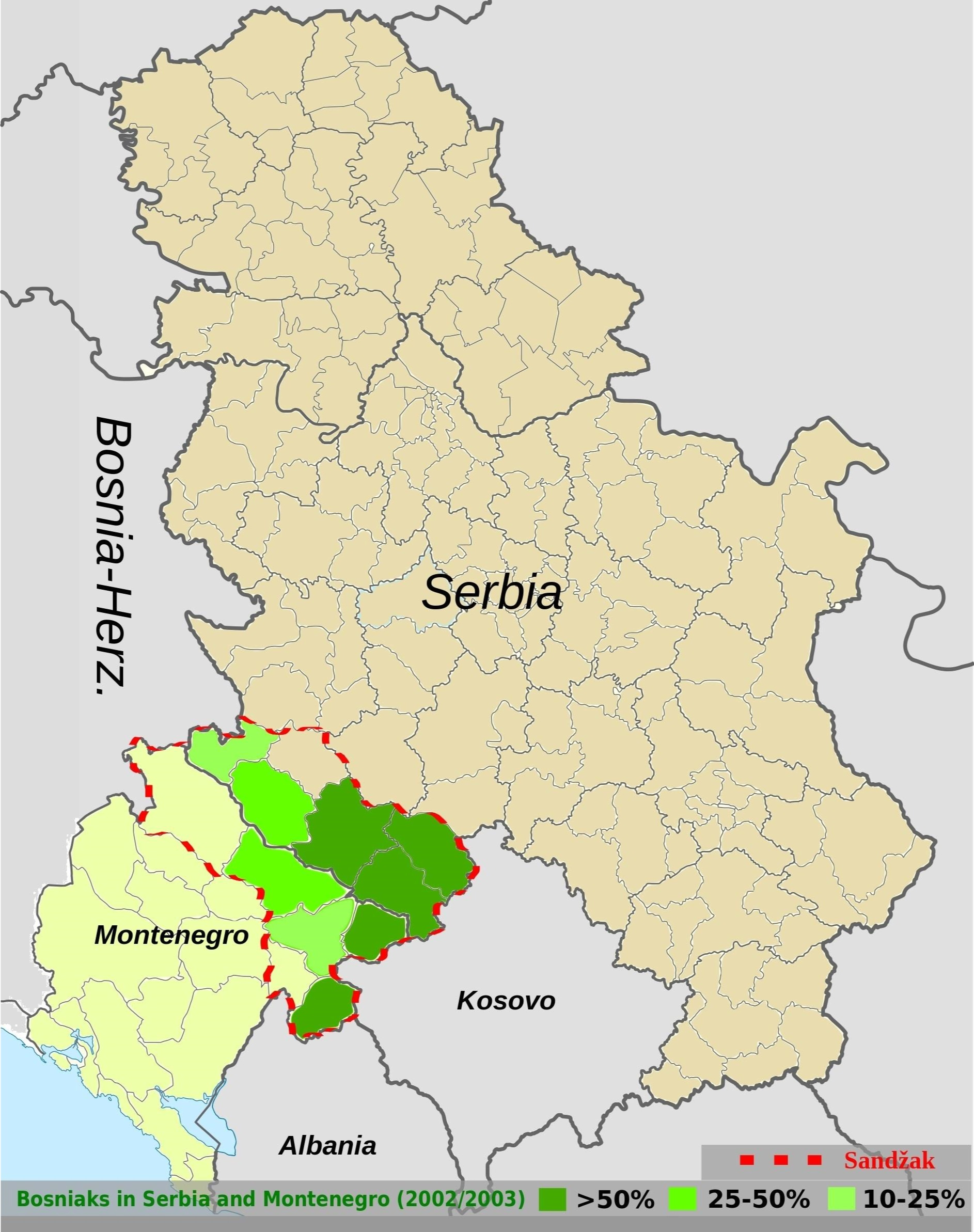
Bosniaker i Serbien och Montenegro i enlighet med folkräkningen som hölls under åren 2002 och 2003, respektive.

Nationalsymbol för den bosniakiska minoriteten i Sandžakregionen i Serbien och Montenegro.

Det nationella medvetandet har också spridit sig till bland de flesta bosniaker i grannländerna och i allt högre grad i resten av världen. Det största antalet bosniaker utanför Bosnien och Hercegovina finns i Serbien och Montenegro (särskilt i Sandžakregionen). Staden Novi Pazar är hemort till den största bosniakiska befolkningen utanför Bosnien och Hercegovina. Ytterligare 40.000 bosniaker finns i Kroatien och 38.000 i Slovenien. Men, enligt de senaste folkräkningarna identifierar sig några av dem fortfarande som etniska muslimer eller enbart som bosnier. I Nordmakedonien finns det uppskattningsvis cirka 17.000 bosniaker, och i Kosovo, enligt 2001 års folkräkning 27 553 (1,6%).
På grund av kriget och den etniska rensningen i Bosnien på 1990-talet, har en stor del av världens uppskattningsvis 3-4 miljoner bosniaker befolkar länder utanför Balkan. De högsta bosniakiska befolkningsgrupperna utanför de före detta jugoslaviska staterna finns i USA, Sverige, Österrike, Tyskland, Schweiz, Australien, Kanada och Turkiet. Tidigare generationer av bosniska invandrare till vissa av dessa länder, bland annat Sverige, har nu blivit de mest integrerade.

### Diaspora
Sverige
Se även Bosniakiska islamiska samfundet
Det är vid två tillfällen som invandring av bosniaker förekommit i Sverige. Det var under arbetskraftsmigration i slutet av 1960-talet
och omkring år 1970 samt i samband med Jugoslaviens sammanbrott med efterföljande konflikter och etniska rensningar i början på 1990-talet. Mellan 1992 och 1995 kom runt 80 000 bosnier till Sverige i samband med Bosnienkriget. Enligt den Statistiska centralbyrån fanns det 56 183 Bosnienfödda personer i Sverige (2010), varav 12000 tillhör det Bosniakiska islamiska samfundet (BIS). Till antalet Bosnienfödda i Sverige, inkluderas, till sidan om bosniakerna, även bosnienserber och bosnienkroater, men även andra minoriteter som romer.
Turkiet
Det bosniska samhället i Turkiet har sitt ursprung främst i utflyttningen av bosniaker från det bosniska eyaletet som ägde rum på 1800- och 1900-talet, som ett resultat av kollapsen av det ottomanska styret på Balkanhalvön. Enligt beräkningar som fastställdes under 2008 av det nationella säkerhetsrådet i Turkiet (Milli Güvenlik Kurulu) har så många som 2.000 000 turkiska medborgare bosniakisk härkomst. Bosniaker i Turkiet bor mestadels i Marmararegionen som är med andra ord det område som omfattar nordvästra Turkiet. Det största bosniakiska samhället i Turkiet finns i Istanbul. Yenibosna är en stad, som ligger på den västra delen av Istanbuldistriktet Bahçelievler, som gränsar till granndistriktet Küçükçekmece. Ursprunget till stadens namn kommer från huvudstaden i Bosnien och Hercegovina, Sarajevo. Bosättningen kallades från början Saraybosna, vilket är den turkiska motsvarigheten till namnet Sarajevo, innan den döptes till Yenibosna i och med bildandet av Republiken Turkiet. Det finns anmärkningsvärda bosniakiska samhällen i Izmir, Karamürsel, Yalova, Bursa och Edirne.
Några framgångsrika turkiska medborgare är av bosniakiskt härkomst, som den första kvinnliga piloten i världen Sabiha Gökçen och skådespelaren Kıvanç Tatlıtuğ.
Förenta Staterna
Bosniakiska samfundet i USA har en lång och framstående historia som går tillbaka mer än ett århundrade. En av de första bosniska invandrare till något land i den Nya världen var till USA, och beräknas ha funnits ända sedan 1860-talet. Enligt ambassadens uppskattningar finns det idag cirka 350.000 amerikaner av bosniskt ursprung. De traditionella och kulturella centren för personer från Bosnien och Hercegovina ligger på östkusten (Atlanta, Jacksonville, New York och Nashville), i Mellanvästra USA (St Louis, Chicago och Detroit), samt på västkusten. Bosniaker befolkar alla 50 stater.
I USA har många bosniska kultur-, sport- och religiösa sammanslutningar. Tidningar och andra tidskrifter språk på bosniska publiceras i många stater, den största i USA är St. Louisbaserade Bosnian-American Newspaper Sabah.

## Galleri

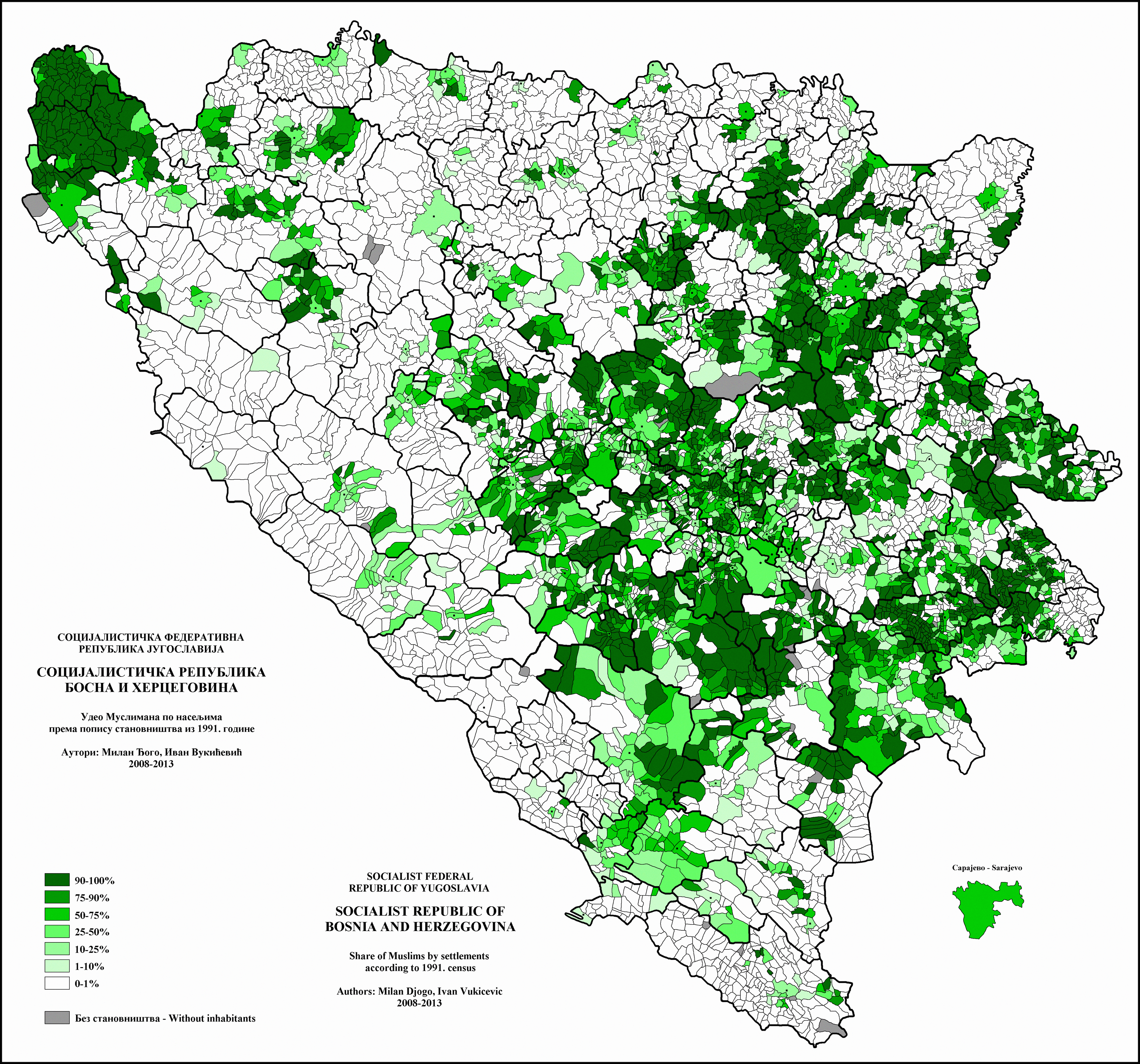
Områden befolkade av bosniaker i Bosnien enligt folkräkningen år 1991
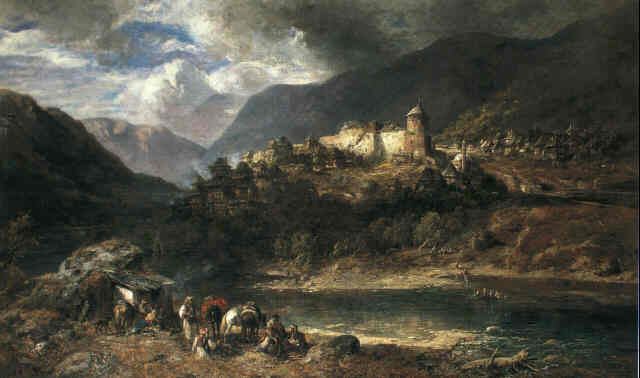
Bosniaker utanför det medeltida slottet Vranduk i centrala Bosnien. Måleri av Carl Ebert (1821–1885)
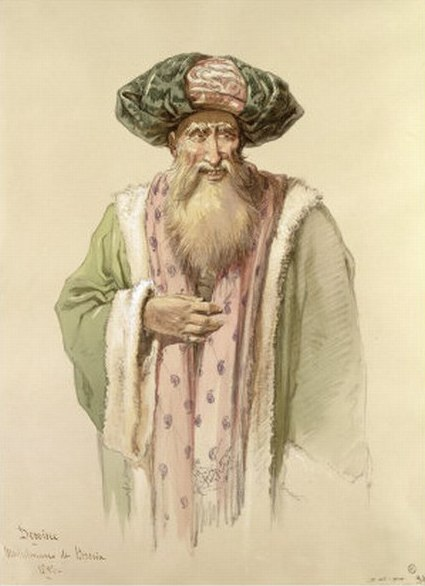
Dervisch från Bosnien. Målning av Antonio Preziosi (1816–1882)
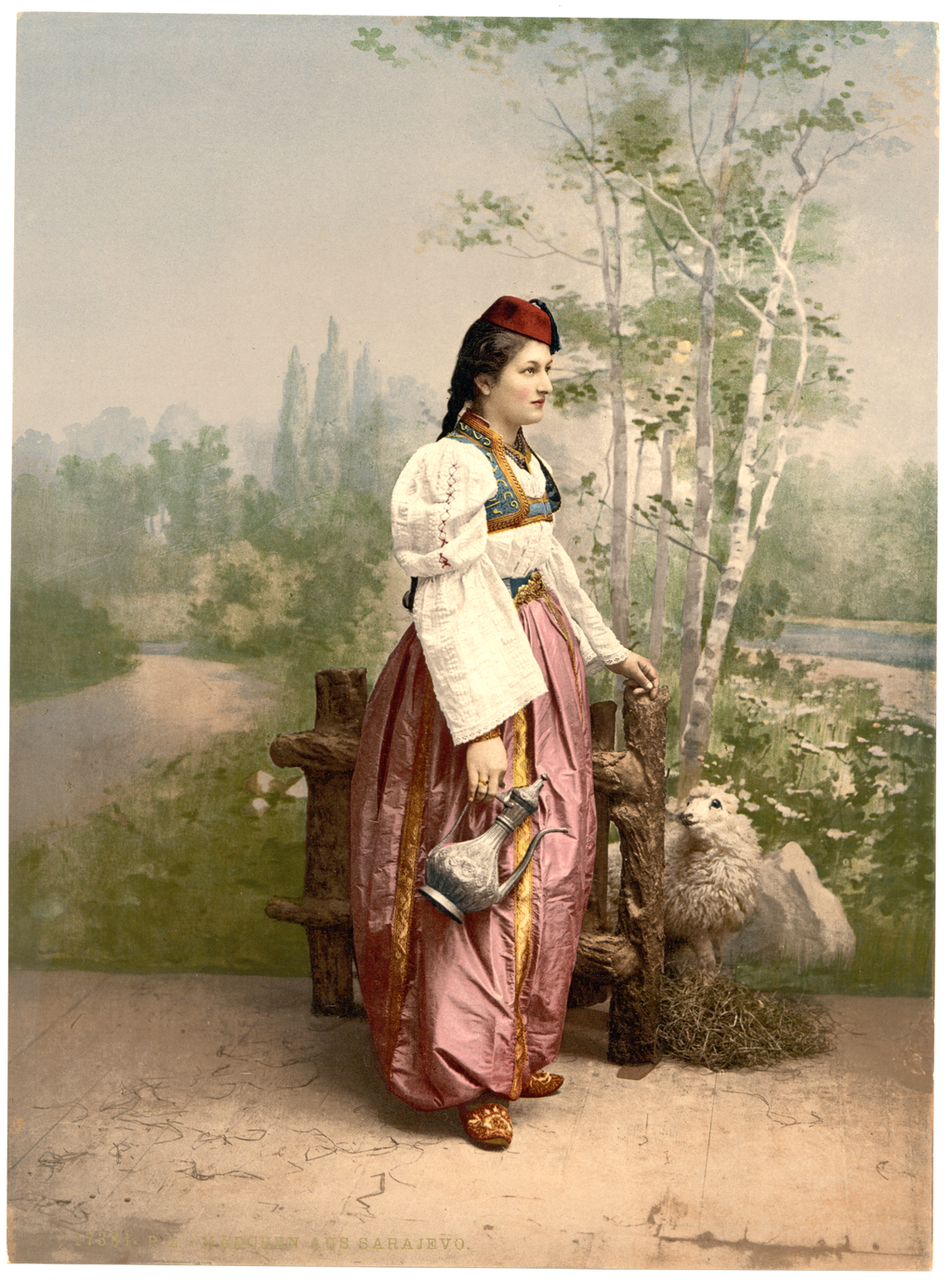
Ung bosniakisk kvinna i folkdräkt, kring sekelskiftet 1900
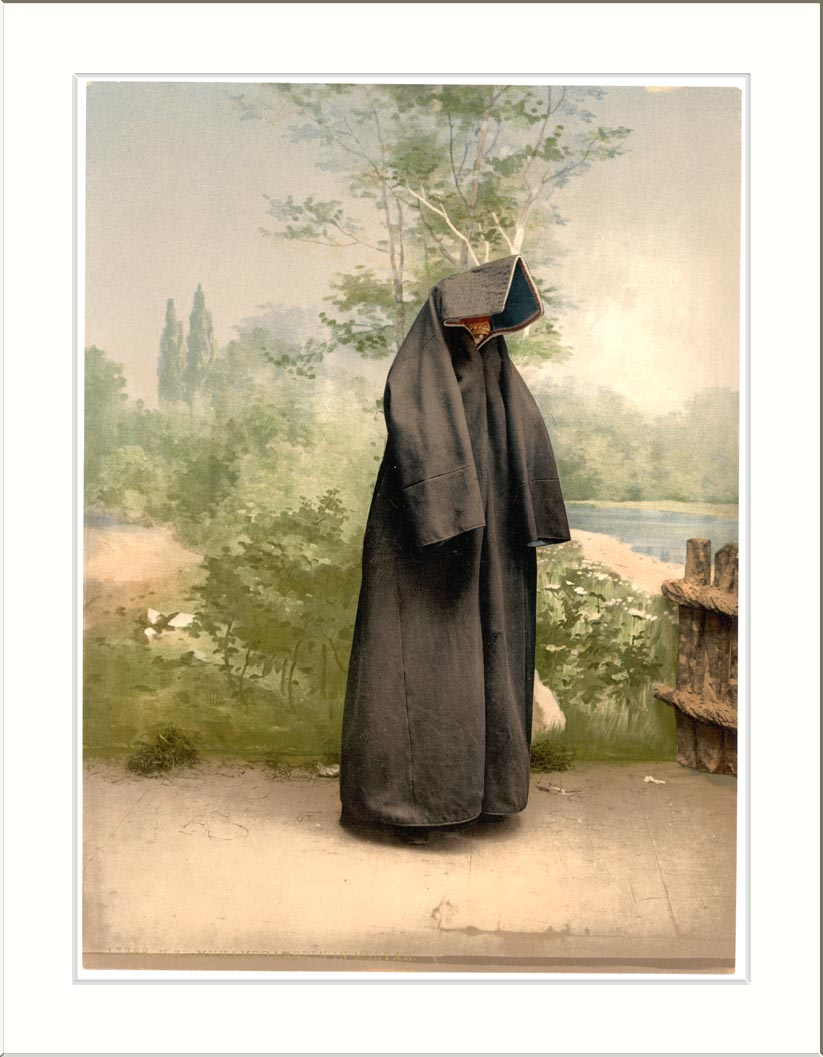
Muslimsk kvinna från Mostar, under den österrikisk-ungerska perioden
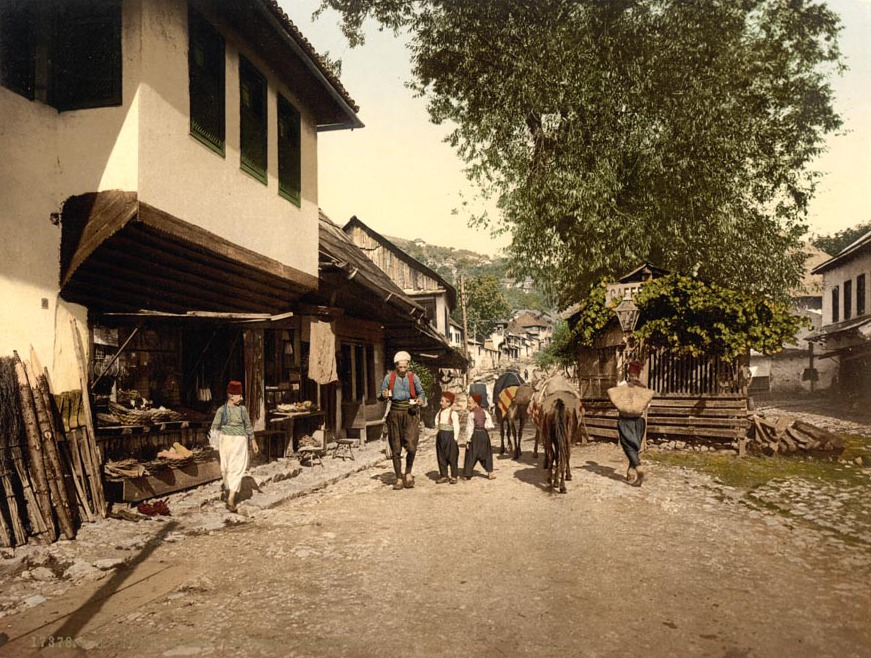
Bosniaker i Sarajevo, runt sekelskiftet 1900
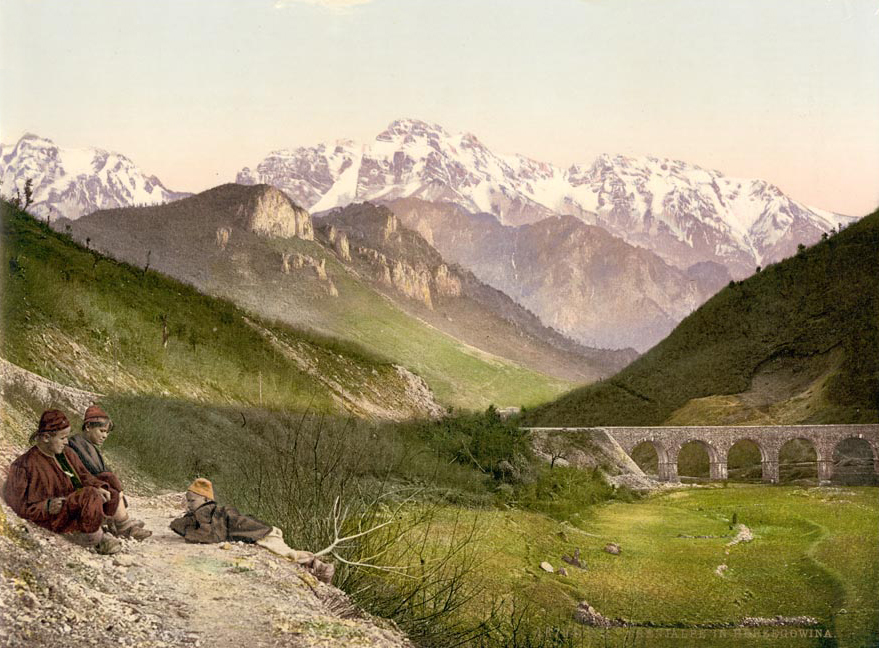
Barn vid högländerna i Hercegovina
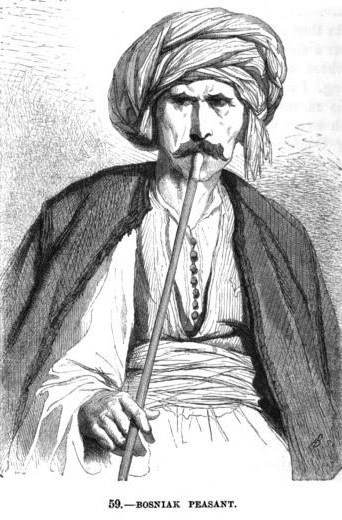
En bosniakisk bonde, från 'The Human Race', av Louis Figuier (1872)
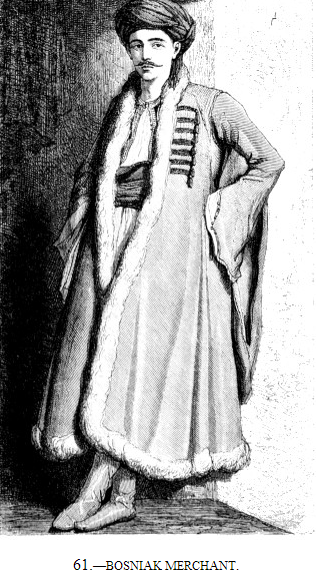
En bosniakisk köpman, från 'The Human Race', av Louis Figuier (1872)
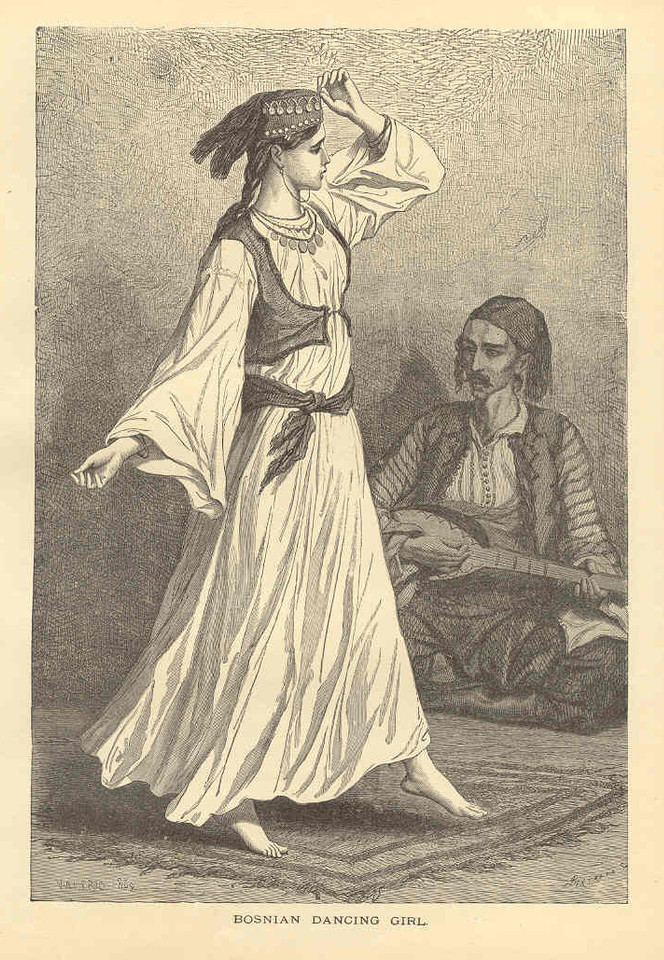
Dansande flicka (1869)
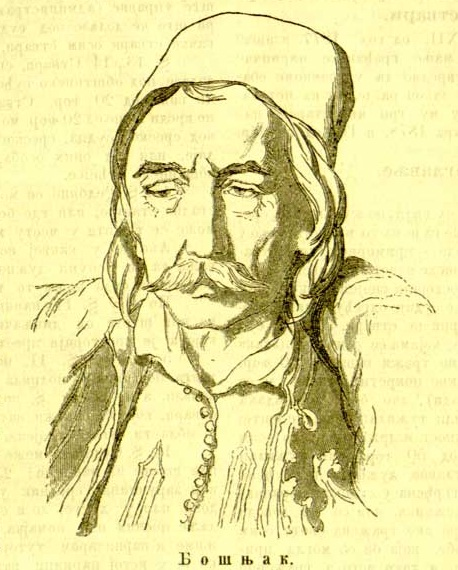
Illustration av en bosniak, 1879
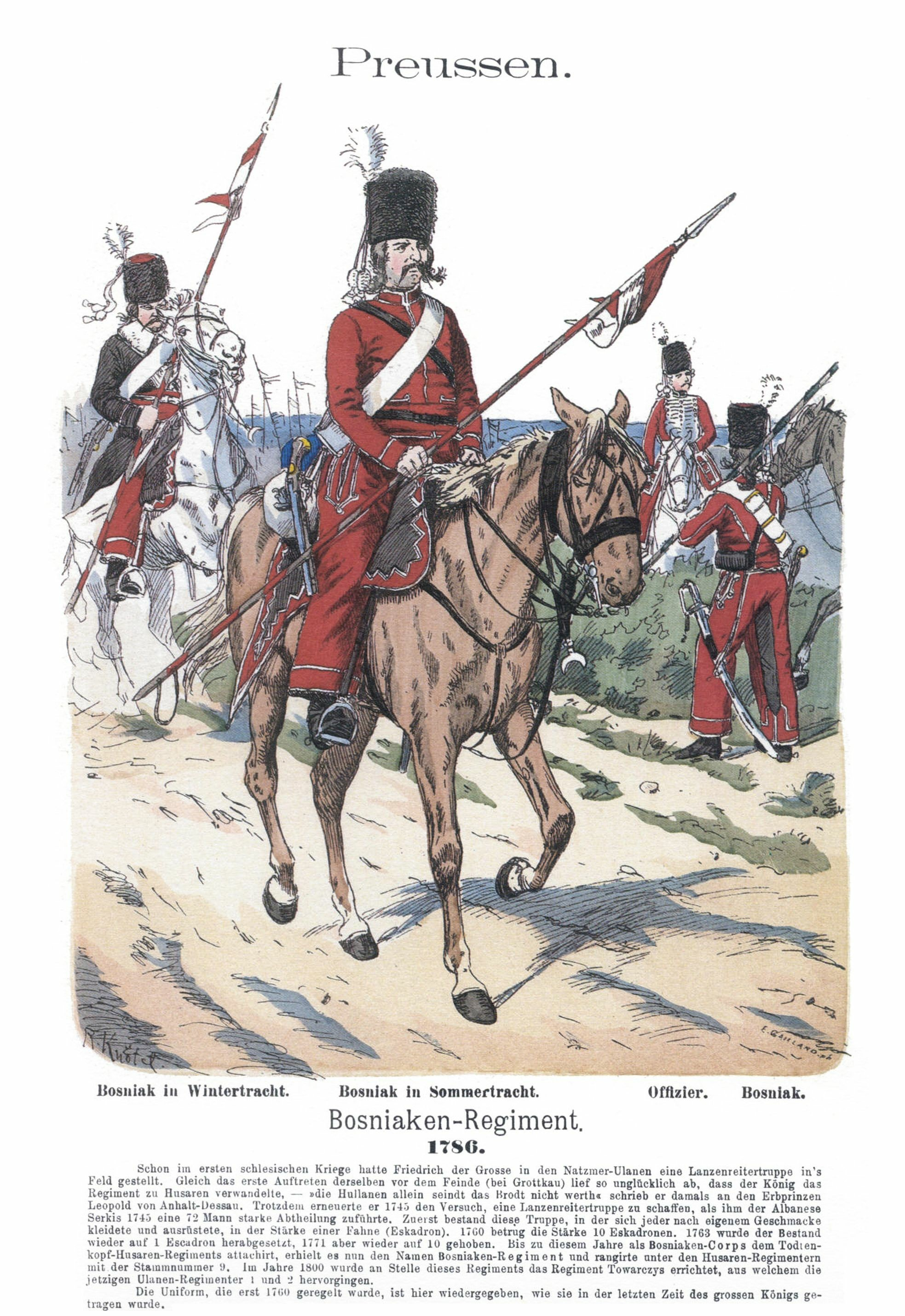
Bosniakiska husarer i den preussiska armén, 1786. Uniformenkunde, av Richard Knötel, 1890.
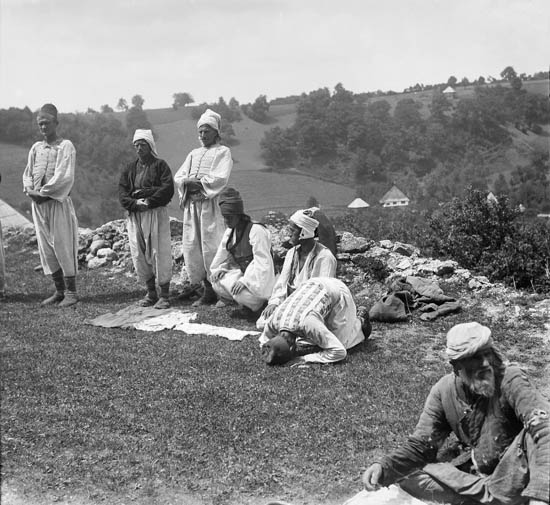
Bosniska muslimer ber på en äng, 1906
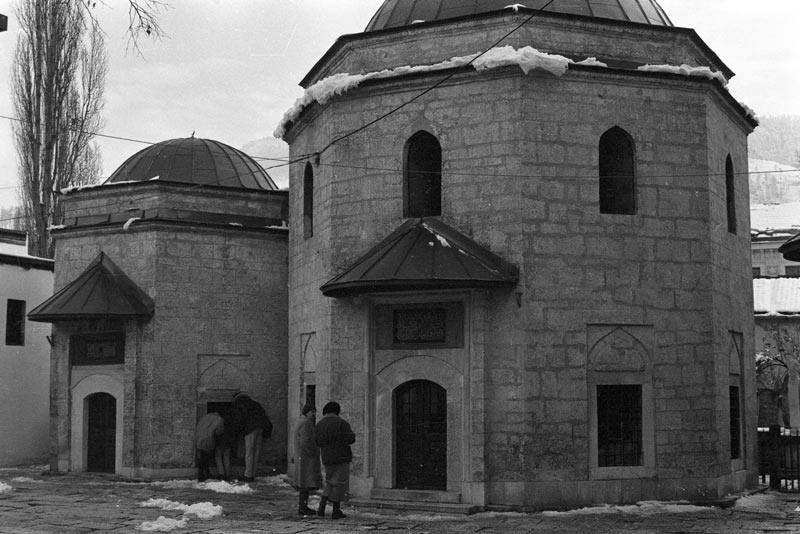
Gazi Husrev-beys türbe i Sarajevo
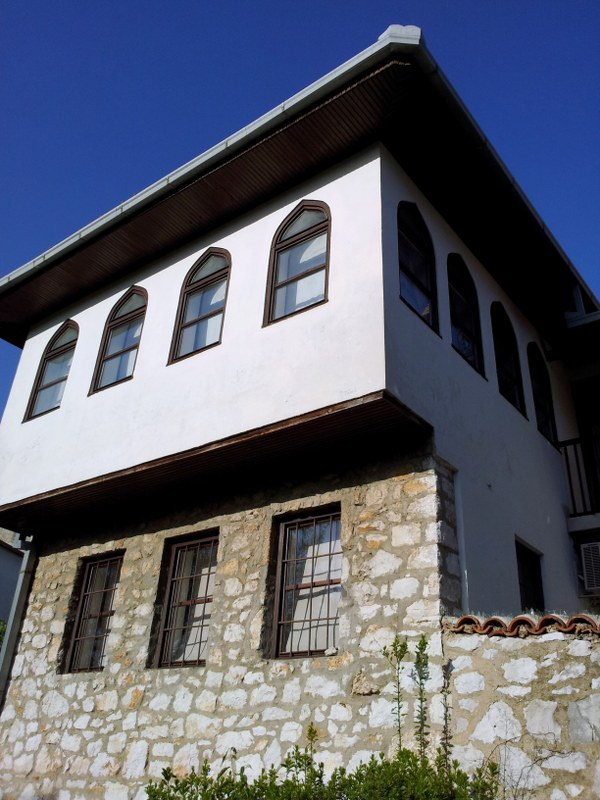
Traditionellt bosniakiskt hus
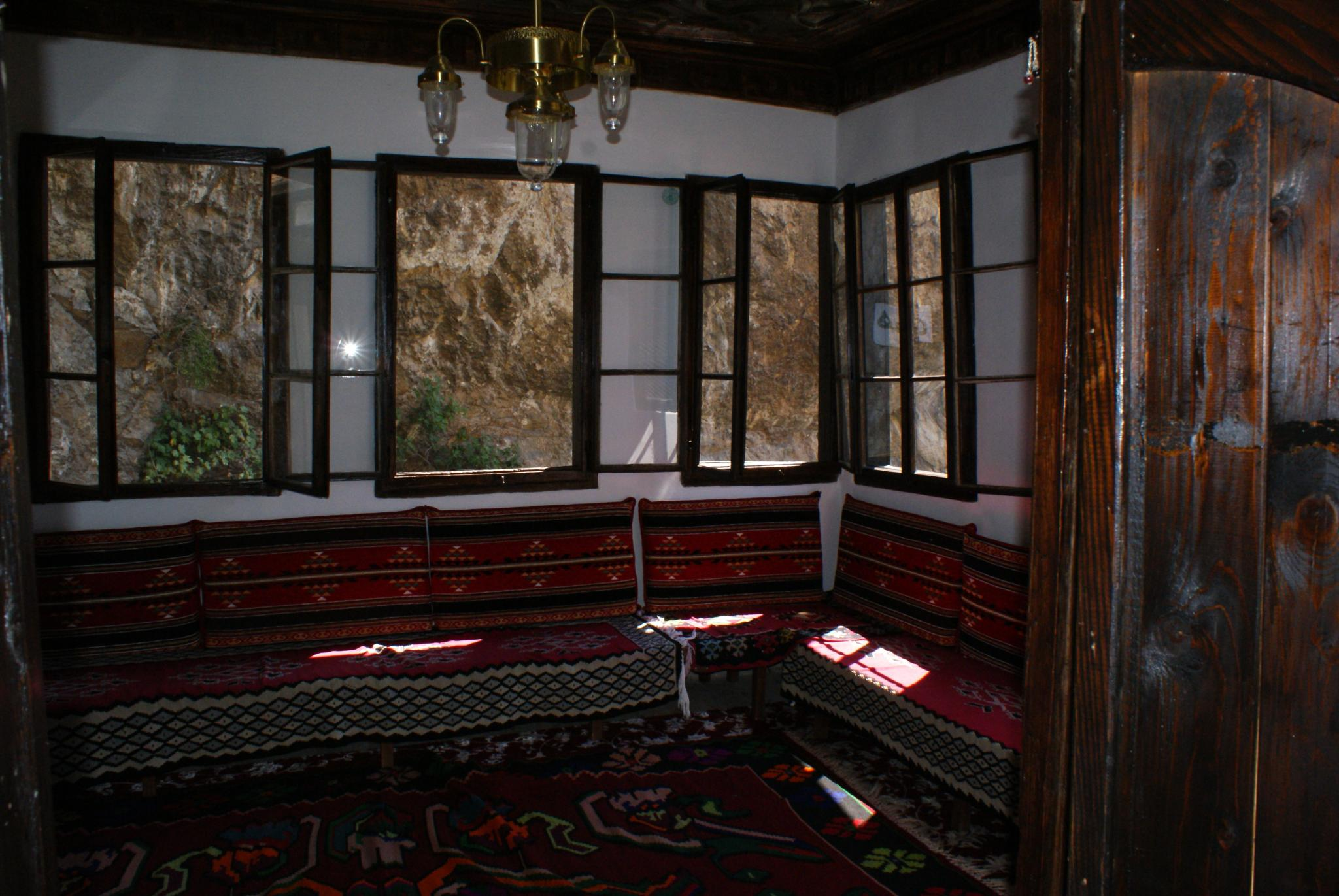
Traditionell bosnisk inredning i dervischklostret i Blagaj
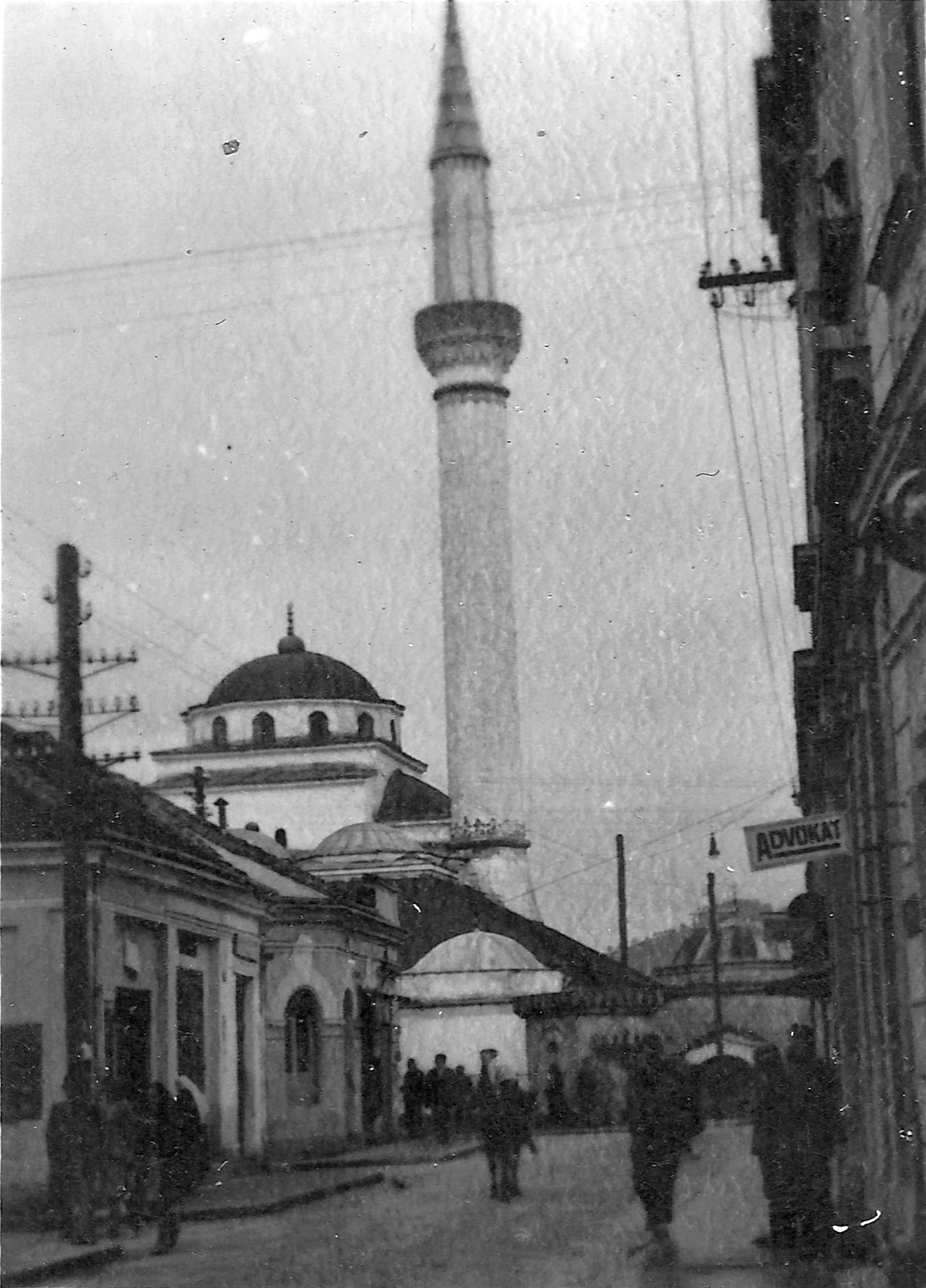
Ferhat Pasha moskén (Ferhadija) i Banja Luka, byggd år 1579
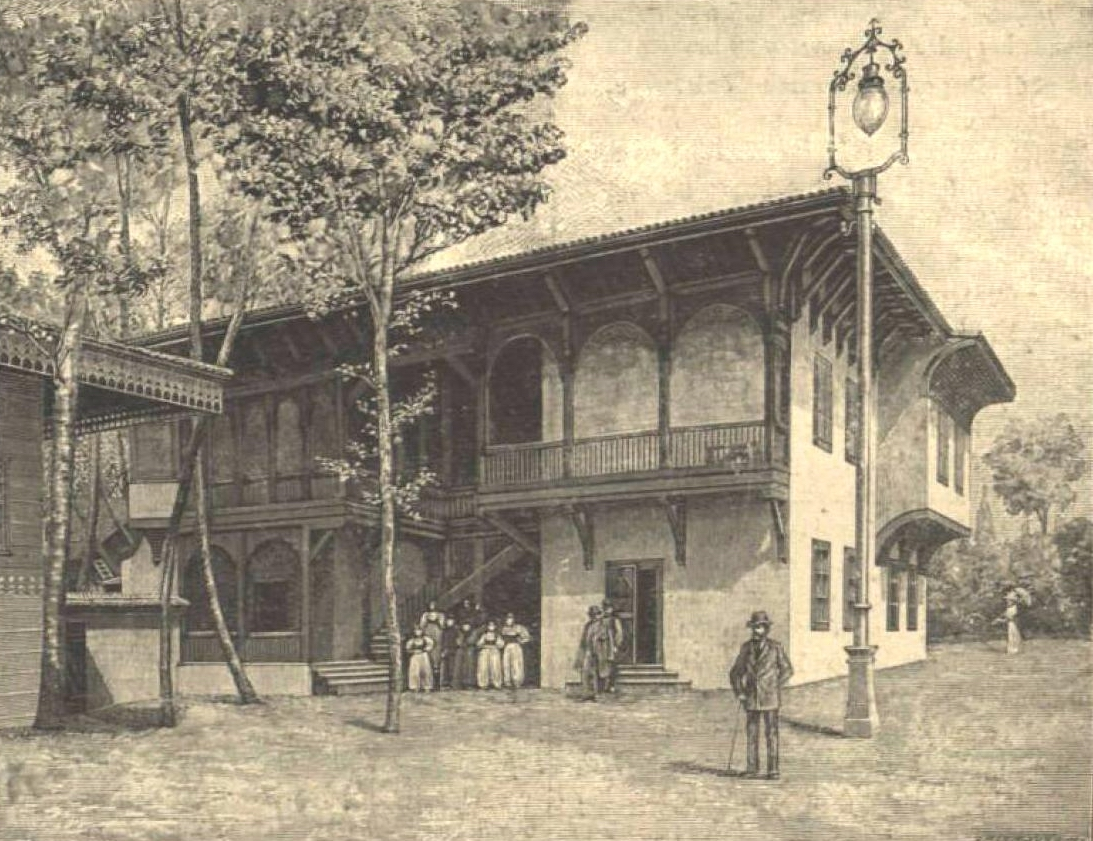
Bosnyák lakóház (Bosniakiska huset), 1896
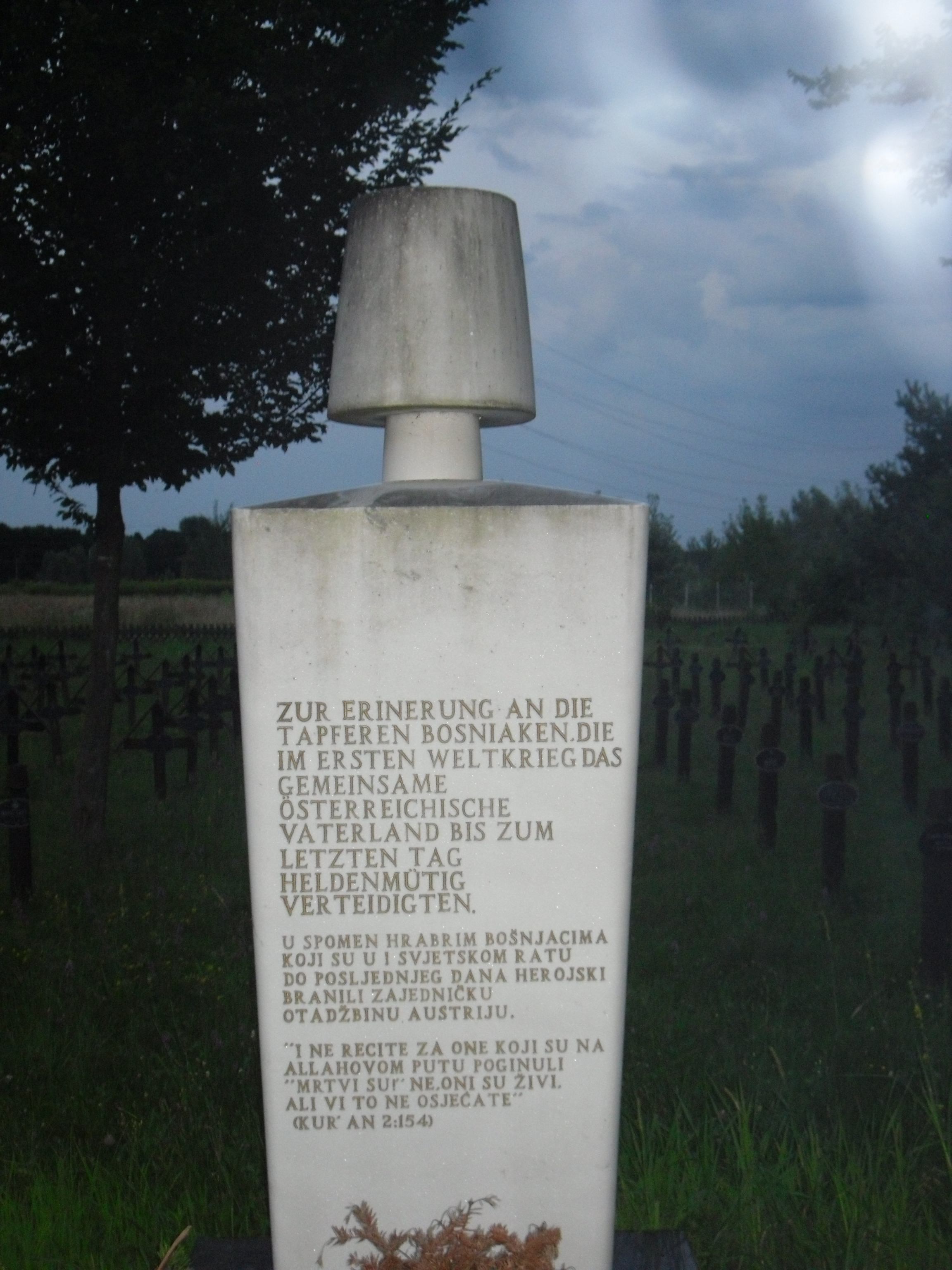
En militärkyrkogård för stupade bosniaker i det II. bosniska infanteriregementet i den kejserliga armén, Lebring-Sankt Margarethen i Österrike
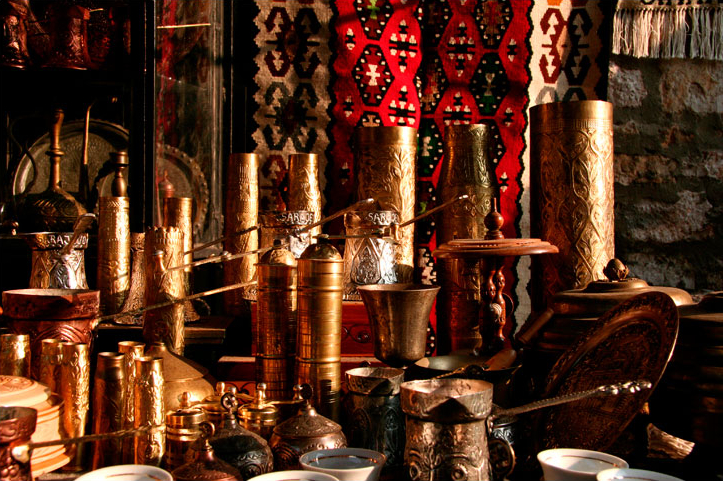
Traditionell bosnisk filigran i Sarajevos gamla basar och historiska centrum - Baščaršija
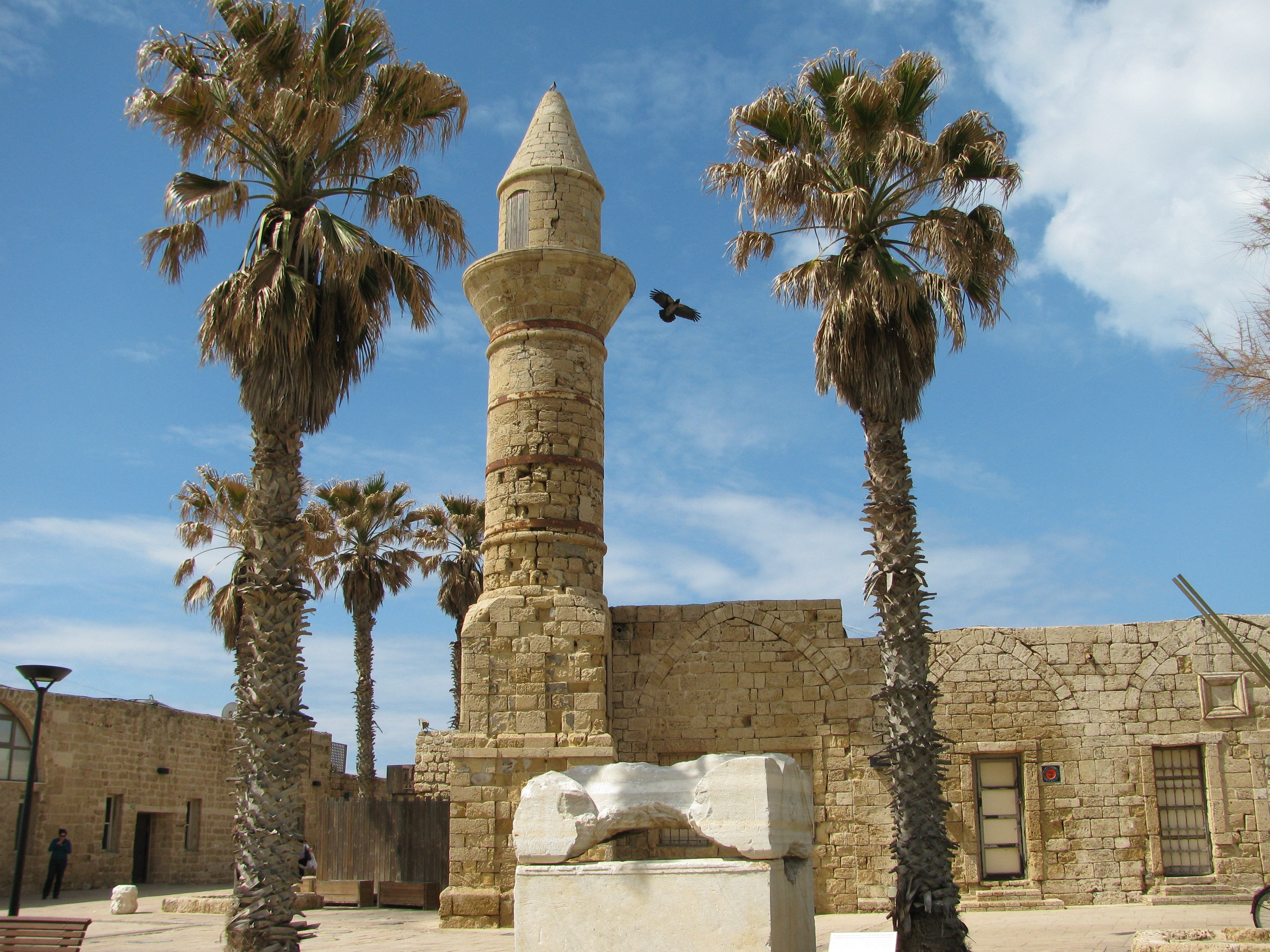
En bosnisk moské i Caesarea, Israel
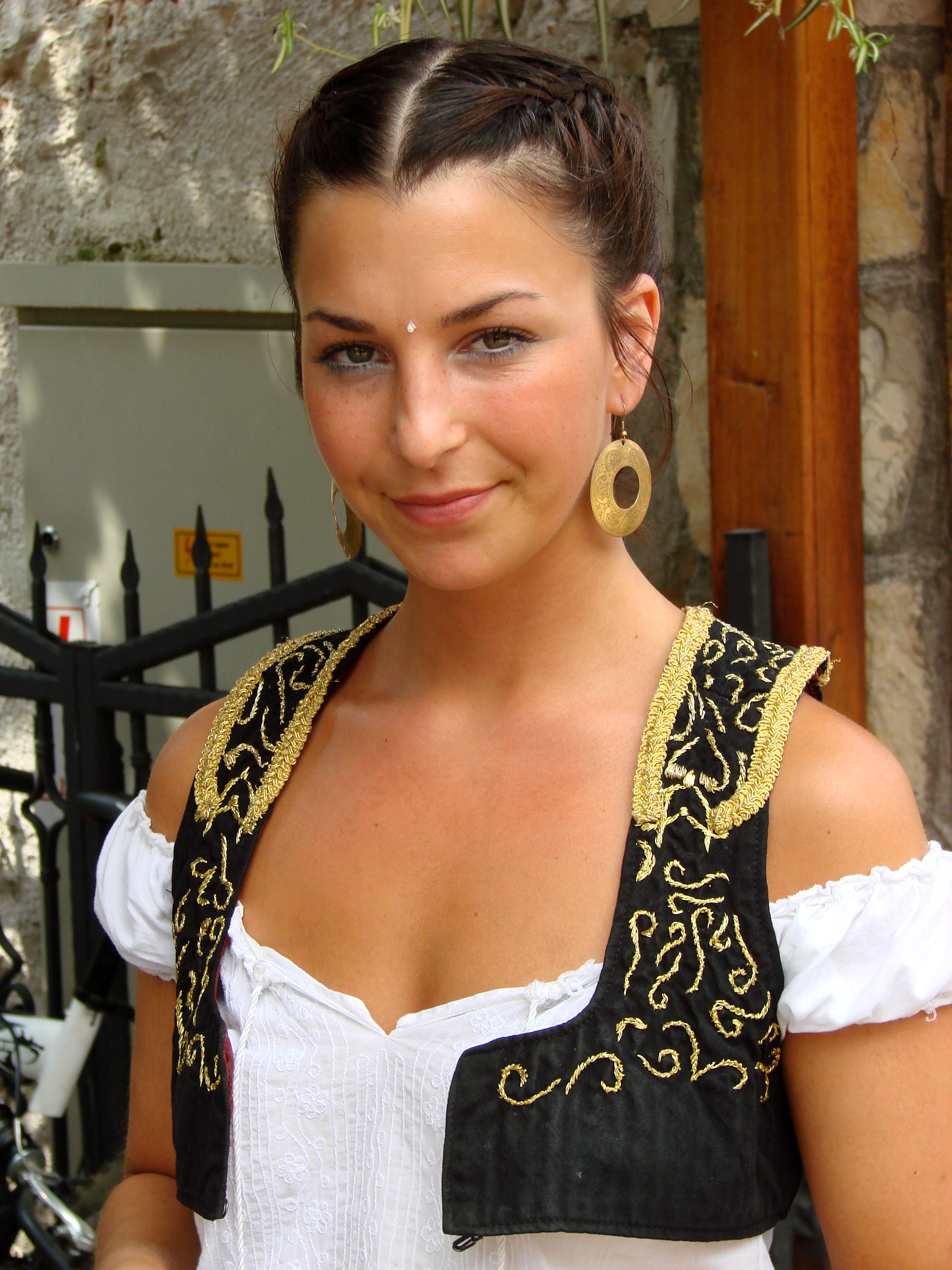
Bosniakisk servitris i folkdräkt, Mostar
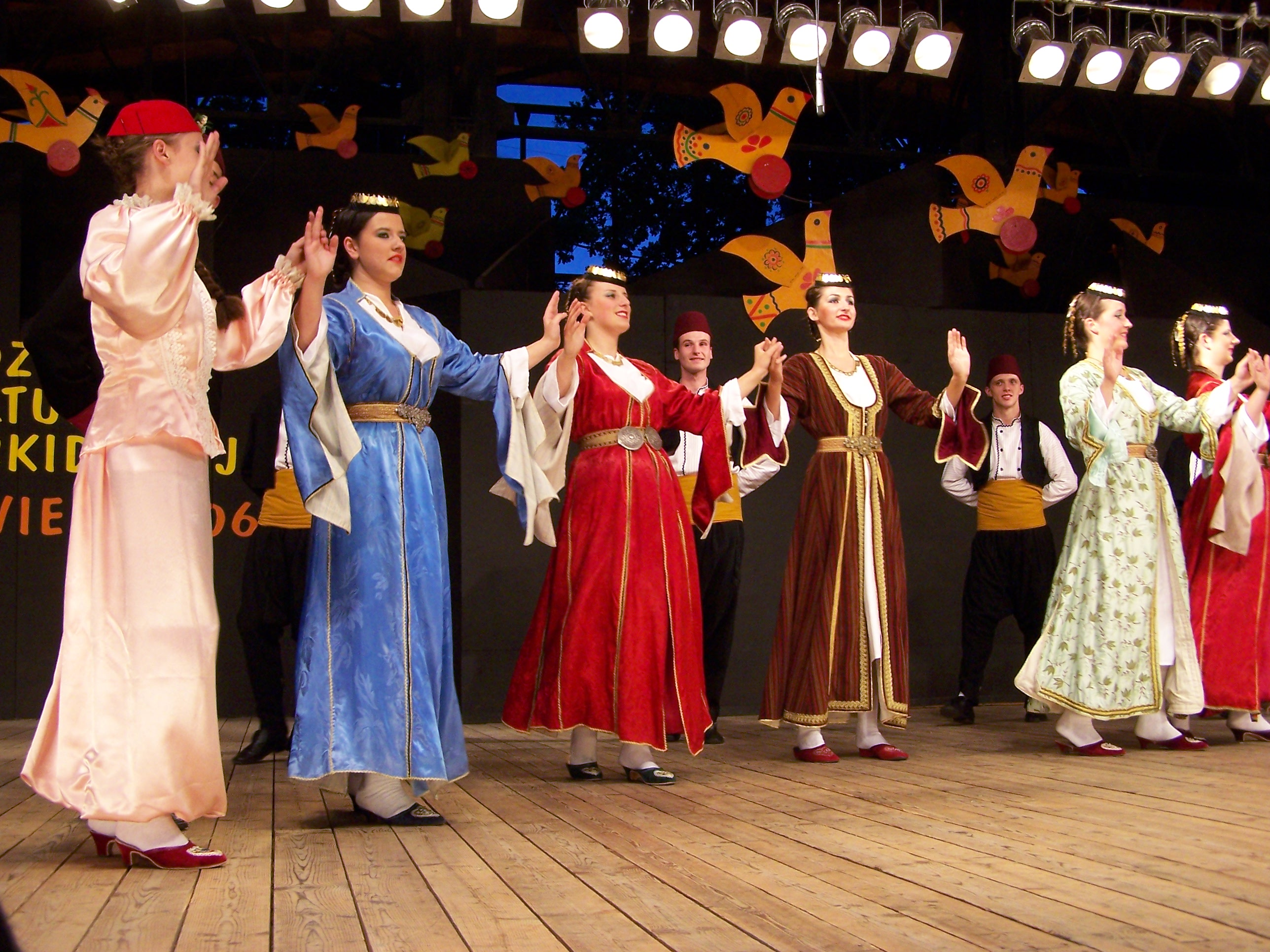
Bosniaker dansar traditionellt kolo
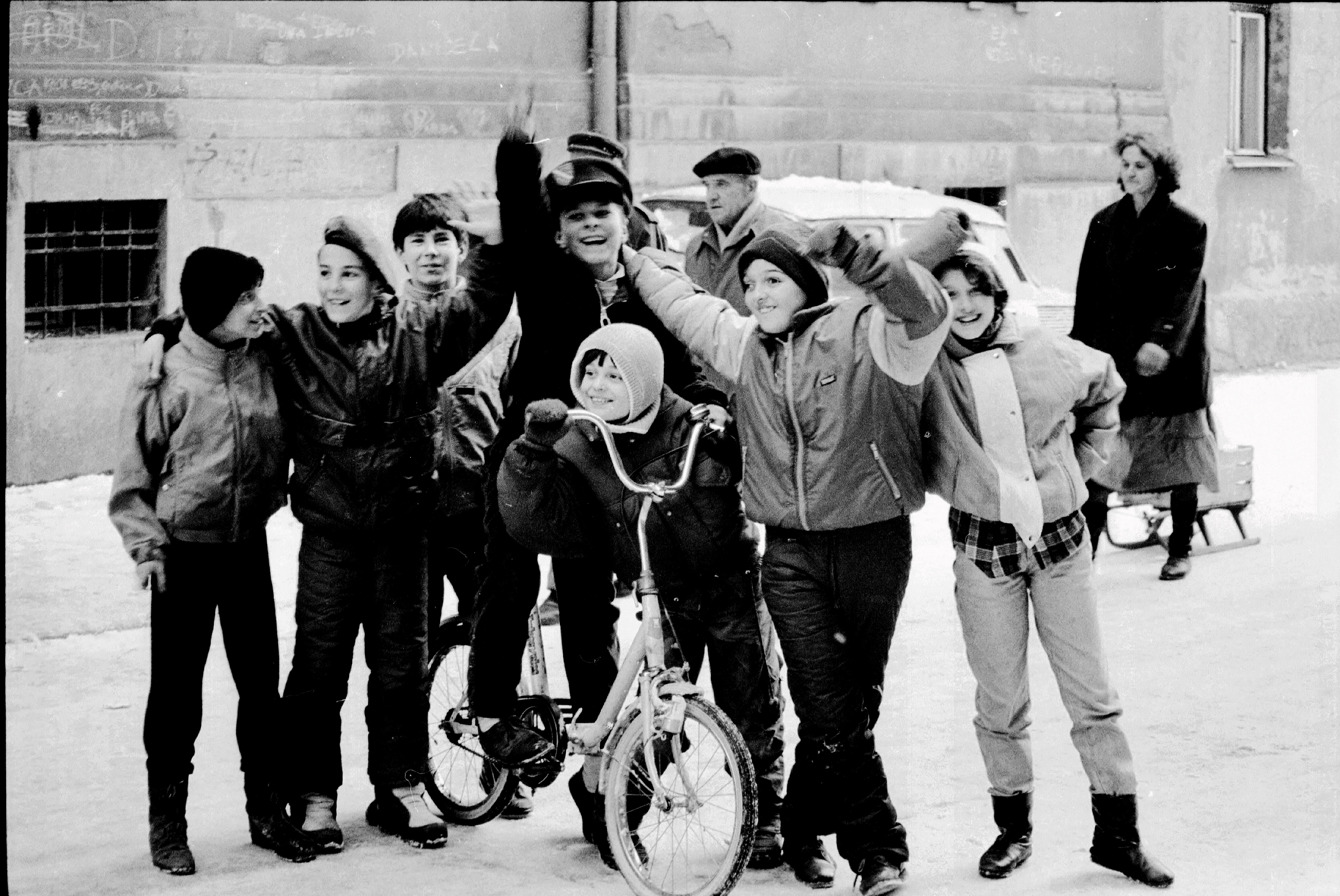
Barn på Sarajevos gator, under belägringen av staden, vintern 1992-1993
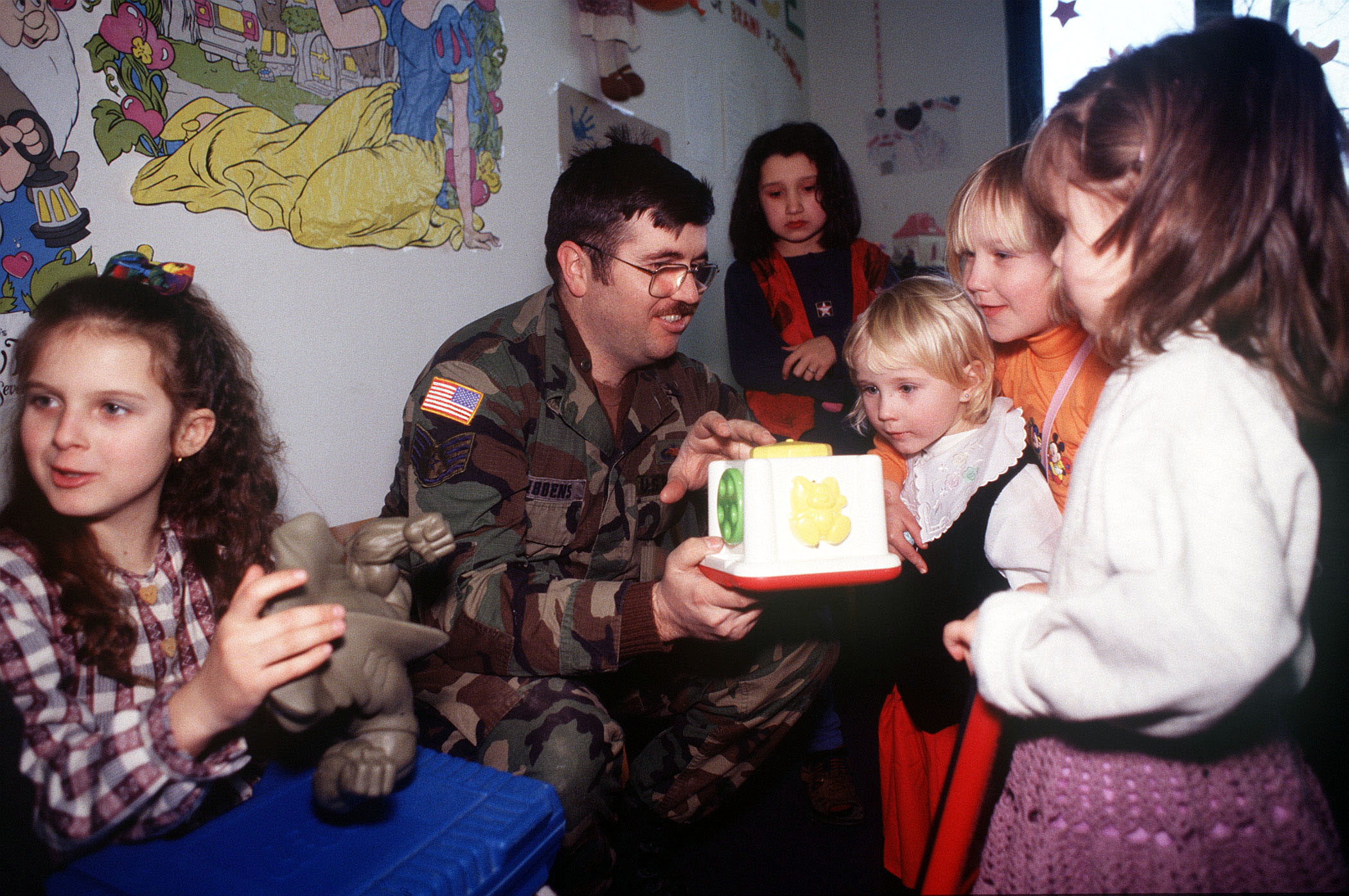
Bosniakiska flyktingbarn från Srebrenica i flyktingförläggningen i Tuzla
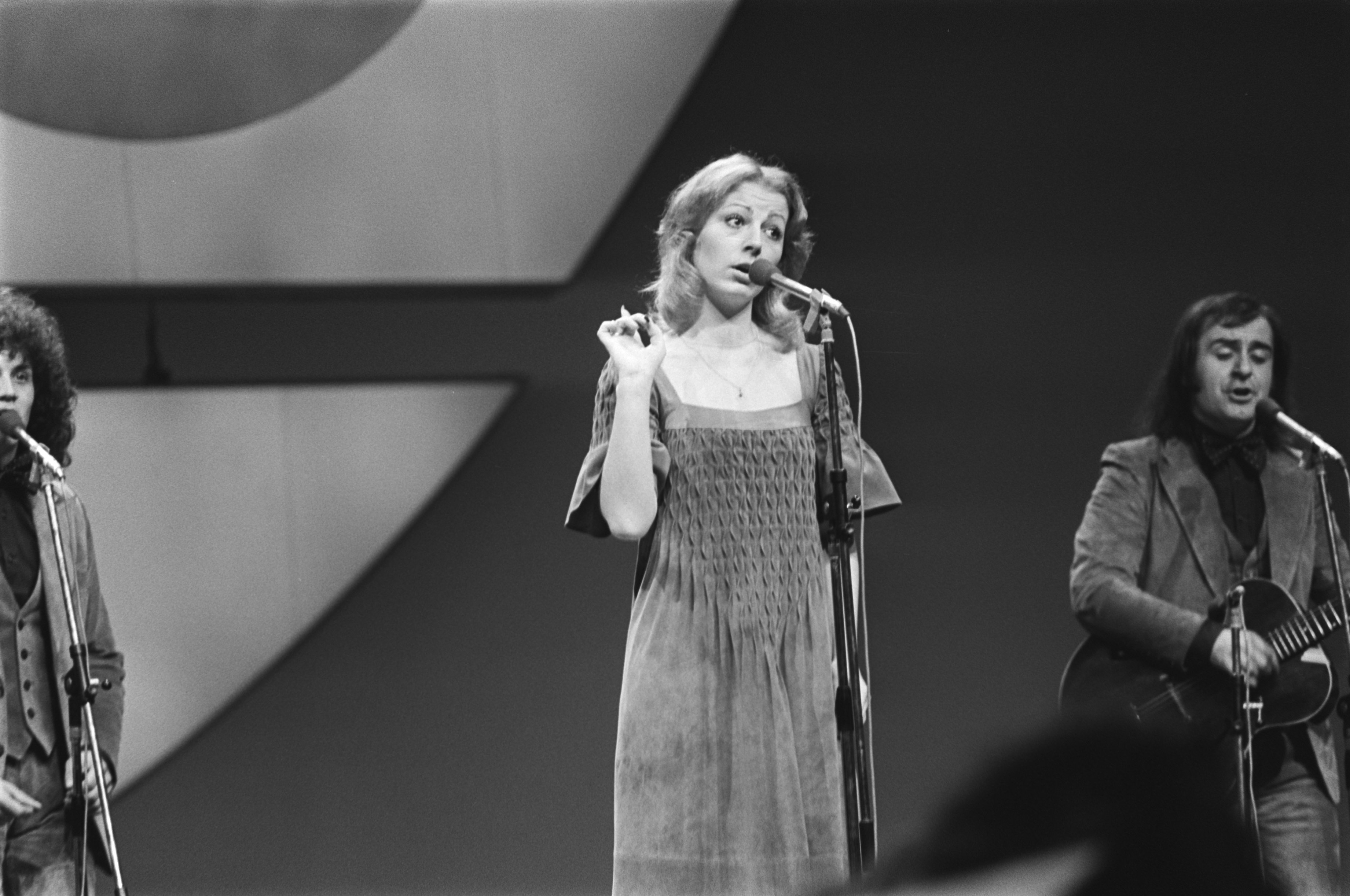
Ismeta Dervoz-Krvavac från det jugoslaviska bandet Ambasadori, Eurovision Song Contest 1976
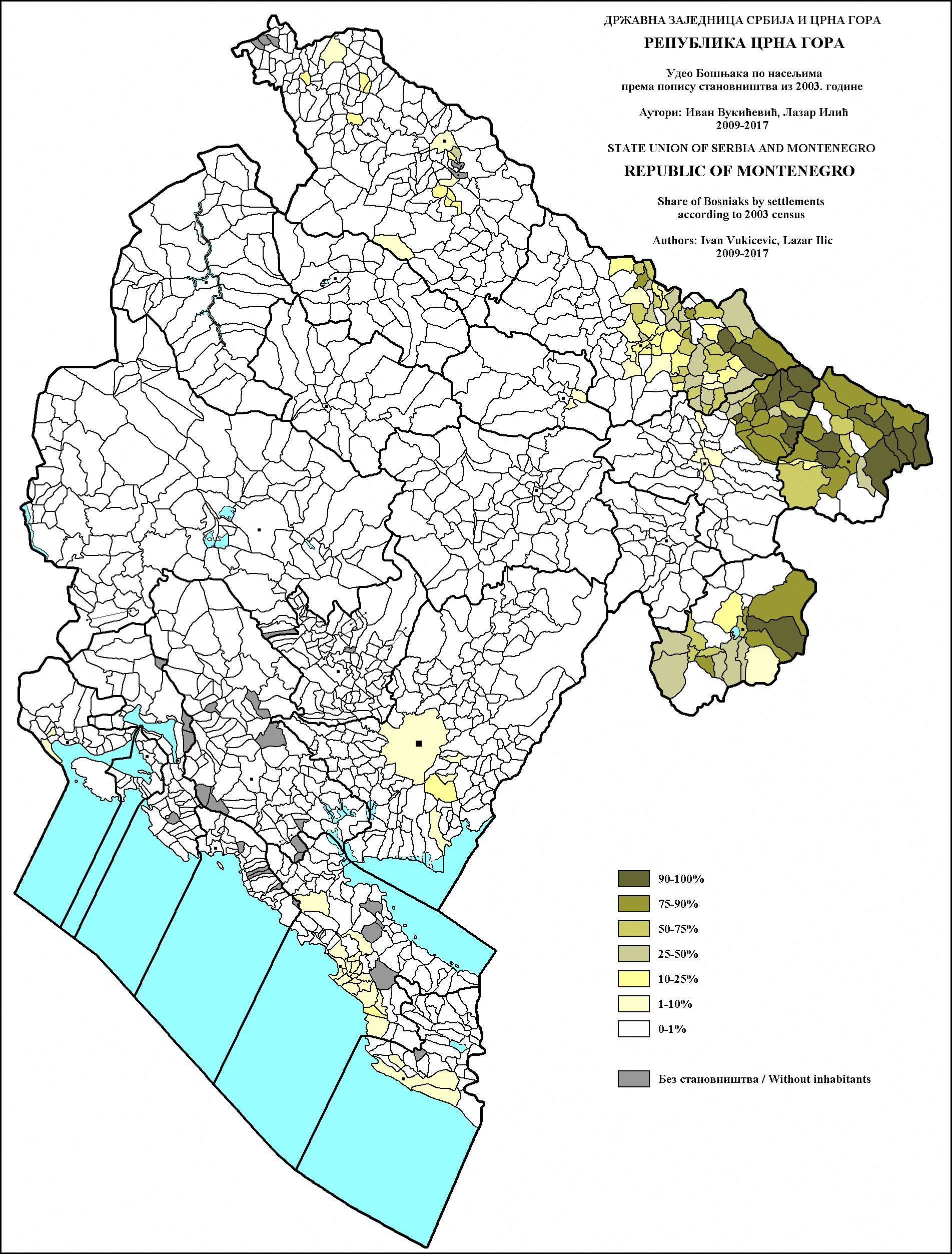
Områden befolkade av bosniaker i Montenegro enligt folkräkningen år 2003.